# Підготовка Росії до вторгнення в Україну 2022 року
Підготовка Росії до вторгнення в Україну 2022 року розпочалася в березні 2021 року, коли Росія почала збирати війська та військову техніку біля кордону з Україною, що створило міжнародну кризу та викликало широке занепокоєння щодо потенційного вторгнення. Супутникові знімки показали рух бронетехніки, ракет та іншого важкого озброєння. До грудня біля кордону перебувало понад 100 000 військових. Криза стала наслідком затяжної російсько-української війни, яка почалась у 2014 році. У грудні 2021 року МЗС Росії оголосило декілька вимог, зокрема заборонити приєднання України до НАТО, зменшити кількість військ НАТО у Східній Європі в обмін на виведення російських збройних сил. США та інші члени НАТО відхилили ці вимоги та попередили Росію про посилення економічних санкцій у разі вторгнення в Україну. Двосторонні переговори з безпеки відбулися в січні 2022 року.
21 лютого 2022 року Росія офіційно визнала два окупованих нею регіони на сході України, так звану «Донецьку Народну Республіку» та «Луганську Народну Республіку», незалежними державами та ввела війська на Донбас, що інтерпретується як ефективний вихід Росії з Мінського протоколу. Самопроголошені терористичні квазідержави визнала в межах відповідних українських областей, які виходили далеко за межі лінії зіткнення військ. 22 лютого президент Росії Путін заявив, що Мінські домовленості більше не діють. Того ж дня Рада Федерації одноголосно схвалила застосування військової сили за межами Російської Федерації.
Вранці 24 лютого Путін оголосив, що Росія ініціює «спеціальну військову операцію» на Донбасі та розпочала повномасштабне вторгнення в Україну.
Криза була описана коментаторами як одна з найінтенсивніших з часів холодної війни.

## Передумови
У лютому 1954 року за першого секретаря Комуністичної партії СРСР Микити Хрущова відбувся перехід Кримської області від Російської РФСР до Української РСР, обох республік СРСР. Цей крок, формально ухвалений Президією Верховної Ради, на той час розглядався як незначний символічний жест, оскільки і Російська РФСР, і Українська РСР відповідали керівництву СРСР у Москві.
Після розпаду Радянського Союзу в 1991 році Україна і Росія продовжували підтримувати тісні зв'язки. Незважаючи на те, що Україна була незалежною державою з 1991 року, як колишня республіка в складі СРСР, Україна сприймалася керівництвом Російської Федерації як частина її сфери впливу. Юліан Чіфу та його співавтори у 2009 році висловили думку, що щодо України Росія дотримується оновленої версії доктрини Брежнєва, яка диктує, що суверенітет України не може бути більшим, ніж суверенітет держав-членів Варшавського договору до розпаду радянської сфери впливу.
Вторгнення пов'язане з тривалою російсько-українською гібридною війною. Її підґрунтям є те, що Україна була наріжним каменем Радянського Союзу, доки не проголосувала переважною більшістю населення за незалежність на демократичному референдумі 1 грудня 1991 року. Позбувшись політичного тиску Радянського Союзу, більшість східноєвропейських держав здійснили прагнення своїх народів до європейської інтеграції і приєдналися до Організації Північноатлантичного договору (НАТО). Після Помаранчевої революції 2004 року, Україна в 2008 заявила про свій намір добиватись майбутнього членства в НАТО шляхом поступового наближення до його політичних і військових стандартів.

#### 1990-ті

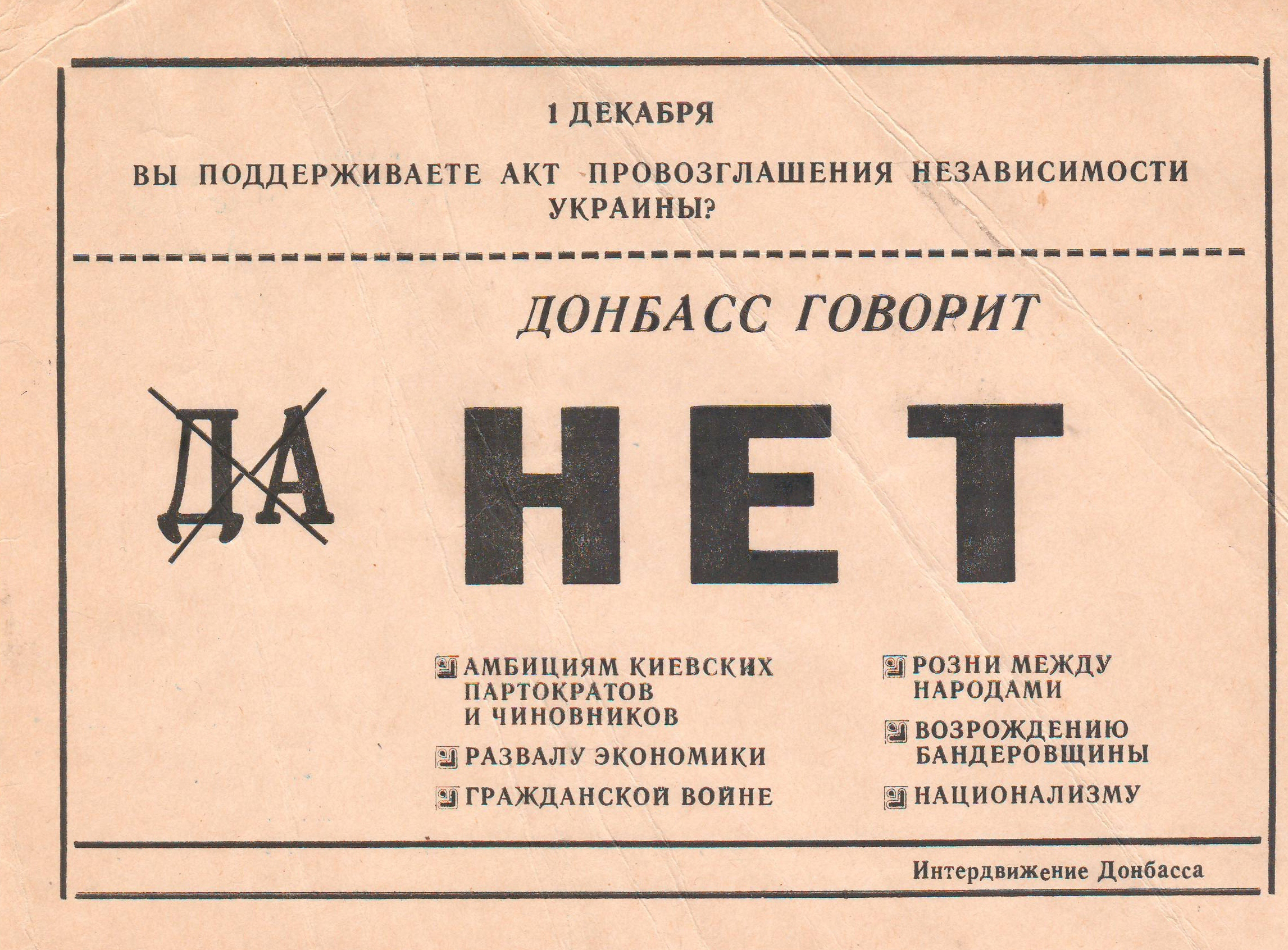
Листівка Iнтерруху Донбасу проти незалежності України, 1991 рiк

1990 року на території Донецької та Луганської областей було створено проросійську (а пізніше - сепаратистську) організацію «Інтернаціональний Рух Донбасу». Колишній генерал КДБ Олег Калугін, заявляв, що подібні рухи «інтернаціоналістів» виникли під керівництвом КДБ, як противагу національному руху який набирав силу в Україні на початку 90-х років. 1992 року «Інтернаціональний Рух Донбасу» став співзасновником ще однієї сепаратистської організації - «Слов'янської партії». Керівник партії Олександр Базилюк у 1995 році став членом Ради співвітчизників за Державної Думи Росії, а 2004 року він публічно запропонував провести референдум про відокремлення Донецької області від України.
У лютому 1991 року, за одинадцять місяців до розпаду Радянського Союзу, референдум відновив Крим як Автономну Радянську Соціалістичну Республіку, цього разу в складі Української РСР. У 1992 році вона стала Автономною Республікою Крим нової незалежної України.
У 1990-х, майбутні російські президенти Володимир Путін і Дмитро Медведєв тривалий час працювали в команді Анатолія Собчака, який ще в 1992 році публічно виступав за відторгнення Криму та критикував Україну за розвиток сильної армії для захисту незалежності країни. Також 1992 року Верховна Рада Російської Федерації постановила, що передача Криму до складу Української РСР нібито була незаконною.
Як заявив член уряду РФ (1992) і соратник Єльцина Михайло Полторанін, Москва хотіла укласти угоду з Києвом, за підсумками якої Росія забрала б Крим, а Україна протягом десяти років безоплатно отримувала б газ.
1993 року чотири депутати Держдуми РФ опублікували спільну статтю із закликом відторгнути Крим від України і з аналізом способів, як це краще зробити.
У 1994 році Україна погодилася відмовитися від свого ядерного арсеналу та підписала Будапештський меморандум про гарантії безпеки за умови, що Росія, Сполучене Королівство та Сполучені Штати дадуть гарантії проти погроз чи застосування сили проти територіальної цілісності чи політичної незалежності України. 
У другій половині 1990-х років спецслужби РФ руками бандитів ними ж створеного ОЗУ "Люкс" "зачищали" Донбас від незговірливих бізнесменів. Донецькі УБОЗ та "К" СБУ на той час уже контролювалися спецслужбами РФ.
У 1996 році два випускники російських військових академій оголосили про створення незалежної держави «Титульний Суверенний Народ України» на території Чернігівської області.
У 1997 році з ініціативи Росії було ухвалено Додаток до договору ДЗЗСЄ. Згідно з Додатком, знімалися обмеження на кількість російської військової техніки у двох областях, що межують з Україною: у Ростовській області та Краснодарському краї. Ростовська область межує з Донецькою та Луганською областями, а Краснодарський Край межує з Кримом.
У 1998 році за редакцією Михайла Смоліна в підконтрольному «Союзу письменників Росії» видавництві «Москва» вийшла збірка статей «Український сепаратизм у Росії», в якій заперечувалося право України на державність і обґрунтовувалася окупація України Росією.
У 1999 році Росія була одним із підписантів Хартії європейської безпеки, де вона «підтвердила невід'ємне право кожної держави-учасниці вільно вибирати або змінювати свої механізми безпеки, включаючи договори про союз, у міру їх розвитку».

#### 2000-ні
Як заявив полковник ФСБ Ігор Гіркін, російська влада ще у 2000-х роках розпочала спроби встановлення економічного контролю над Україною, щоб «купити її з тельбухами». За його інформацією, для цього Путін дозволив російським олігархам та чиновникам скупити значну частину всієї української власності.
У період президентства Леоніда Кучми стався конфлікт навколо коси Тузла, який мав місце восени 2003 року. Спроба російської сторони неузгодженої з Україною споруди греблі, що сполучає узбережжя РФ з цією ділянкою української території, викликала реакцію у відповідь Кучми: перервавши серію своїх візитів до країн Латинської Америки, він прибув на місце подій і організував дії з демонстративної споруди оборонних укріплень на косі. Багато дослідників та аналітиків розглядали інцидент з Тузлою як першу спробу Росії «промацати» Україну на предмет своїх можливих дій щодо окупації Криму. Цій спробі було дано відбій через різку реакцію президента України. Після інциденту Росія продовжила підготовку ґрунту до окупації Криму. Зокрема, 2005 року впливовий російський політик і військовий Віктор Алксніс виступив на мітингу в кримському Сімферополі на підтримку майбутньої окупації. Алксніс є одним з авторів Доктрини Лук'янова, відповідно до якої Москва навмисно розпалювала сепаратизм на пострадянському просторі.
Росія активно підтримувала сепаратизм у Донецькій та Луганській областях ще у 2004 році. У 2004 році відбувся захід під назвою «Перший Всеукраїнський з'їзд», де сепаратисти відкрито обговорювали створення незалежної республіки на сході України. Так звана республіка мала охопити всі «російськомовні регіони України». На з'їзді були присутні в тому числі високопосадовці з Росії (мер Москви Юрій Лужков), Віктор Янукович та українські олігархи. Подібні заходи були організовані у 2008 та 2012 роках, кожного разу — за участю високопоставлених політиків з Росії.
Як заявив Сергій Пугачов (на той час один із найближчих друзів Путіна), російський уряд у 2004 році вклав величезні гроші на передвиборчу кампанію Віктора Януковича, але гроші були розкрадені, тому в 2004 році Путіну не вдалося зробити Януковича президентом.
2005 року Андрій Пургін став одним із засновників сепаратистської організації "Донецька республіка" (pгодом Пургін стане віце-прем'єром "ДНР"). Російські інструктори ще у 2009 році готували бойовиків цієї організації для захоплення Донбасу. Члени організації брали активну участь у заходах російської неофашистської організації "Євразійський союз молоді" Олександра Дугіна, а також відвідували прокремлівський форум "Селігер-2013" у Росії, де отримували гроші на свою діяльність.

#### 2010-ті

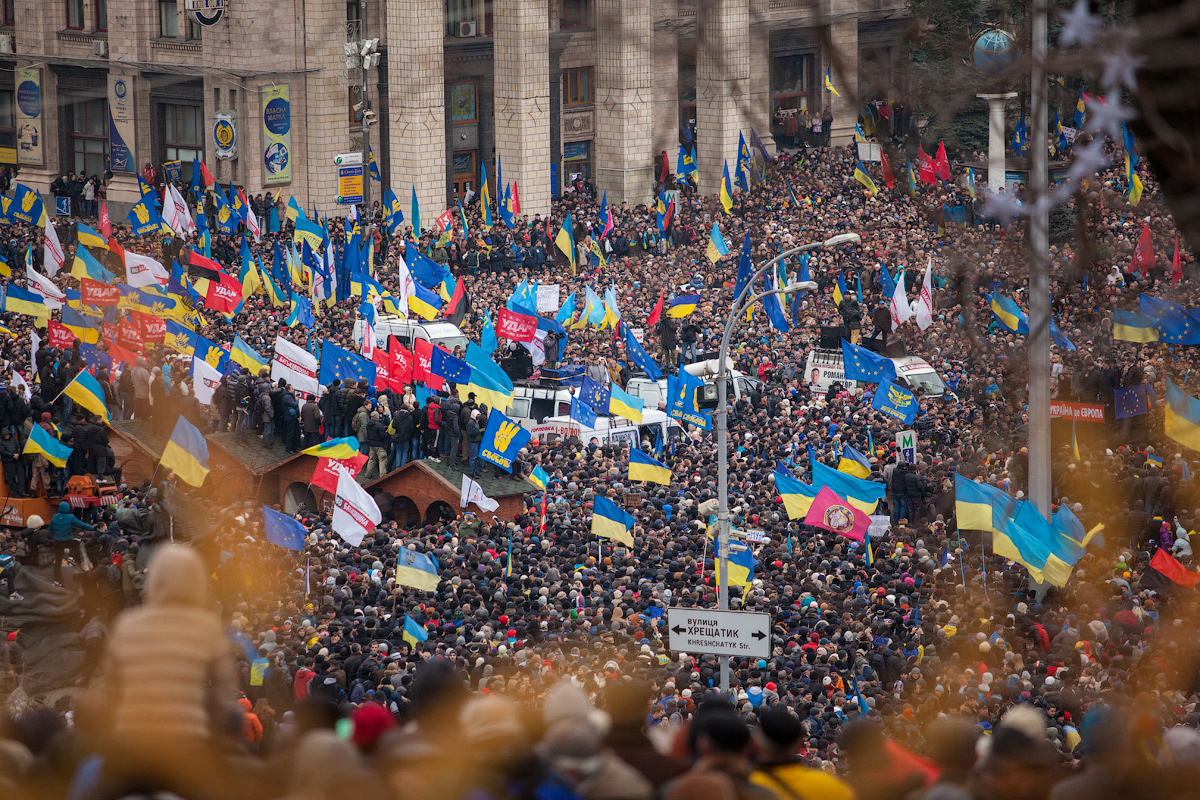
Євромайдан (2014) став поворотною подією в стосунках України з Росією

Янукович став президентом 2010 року. На початку 2014 року масові протести в Києві, відомі як Євромайдан, завершилися усуненням від влади проросійського президента України Віктора Януковича, який тривалий час заявляв про намір підписати угоду про асоціацію з Європейським Союзом, однак під впливом Росії відмовився від цих намірів. Щоб виправдати вторгнення в Україну та зміну її влади на проросійську, путінська Росія розпочала широку антиукраїнську пропаганду, головними тезами якої були панування нацизму, підтримуваний Заходом геноцид росіян, яких Росія повинна врятувати, захист російської мови.
У 2013 році, коли протестувальники почали використовувати VKontakte для організації демонстрацій у Києві проти Януковича, Кремль попросив сайт передати приватні дані українських користувачів, нащо отримав  відмову. .
У грудні 2013 року була підписана Україно-Російська угода відповідно до якої Україна випускала єврооблігації і отримувала за це кошти від Росії. Верховний суд Англії у 2023 році визнав «достатніми та сильними» аргументи про те, що цей борг був узятий під примусом Росії: внаслідок погроз, здійснюваних РФ до випуску єврооблігацій, та актів економічної і військової агресії з її боку Україна була позбавлена права вибору і внаслідок примусу уклала угоду про отримання позики.
Володимир Зеленський у відеозверненні наприкінці 385-го дня війни назвав кредит у $3 млрд. хабарем, який використовувався як частина агресії проти України.
|  | Є сьогодні важливе рішення в Лондоні – у справі щодо кремлівського хабаря Януковичу ще 13-го року. Коли російські гроші та брудні схеми з тодішніми політиками в Україні використовувались фактично як частина агресії проти нашої держави. Агресії, що почалася вже тоді – політично, економічно, а згодом і спецслужбами, військовою силою |

В. Зеленський, Президент України
Після кількох тижнів протестів у рамках руху Євромайдан та початку Революції гідности проросійський президент Віктор Янукович та лідери парламентської опозиції 21 лютого 2014 року підписали мирову угоду, яка передбачала проведення дострокових виборів. Наступного дня Янукович втік з Києва напередодні голосування про імпічмент, яке позбавило його повноважень як президента. Лідери російськомовних східних регіонів України заявили про продовження лояльності до Януковича, що спричинило проросійські заворушення в Україні 2014 року. Заворушення переросли у війну на сході України із залученням сил регулярної армії Російської Федерації й анексію Криму Російською Федерацією в 2014 році.
Граючи на політичній нестабільності в Україні, Росія оголосила про анексію українського півострова Крим та міста Севастополя й організувала сепаратистський заколот на сході України, засилаючи на Донбас свою агентуру, війська та зброю. Внаслідок конфлікту на Донбасі загинули майже 14 тис. людей, а 1,5 млн українців стали внутрішньо переміщеними особами.
За даними української розвідки, для підготовки до повномасштабного вторгнення підрозділ ФСБ в Україні почав розширюватися з 2019 року — його чисельність збільшилася з 30 до 160 осіб. Його співробітники вербували колабораціоністів, а також складали списки принципових ідейних супротивників в українському керівництві.

#### 2020-ті
Так звана гібридна війна проти України складалася з кібератак, економічного тиску, пропаганди для розпалювання внутрішнього розбрату. Таку тактику російські пропагандисти активізували в останні місяці 2021 року. Держдепартамент США заявив, що Путін готує «операцію під фальшивим прапором», щоб створити привід для вторгнення.
Напруга між Україною та Росією посилилася через будівництво газопроводу «Північний потік-2» в Балтійському морі, запуск якого давав би змогу припинити або обмежити транзит російського газу через Україну на Захід через українські газогони в разі загострення воєнних дій.
У липні 2021 року президент Росії Володимир Путін опублікував есе «Про історичну єдність росіян та українців», у якому знову підтвердив свою думку про те, що росіяни та українці є «одним народом». Історик Тімоті Снайдер назвав ідеї Путіна імперіалізмом. Едвард Лукас назвав його ревізіоністом. Інші спостерігачі відзначають, що російське керівництво має спотворений погляд на сучасну Україну та її історію.

Після возз'єднання Німеччини та розпаду Радянського Союзу НАТО додало 13 нових членів. Росія категорично проти будь-якого розширення НАТО на схід.

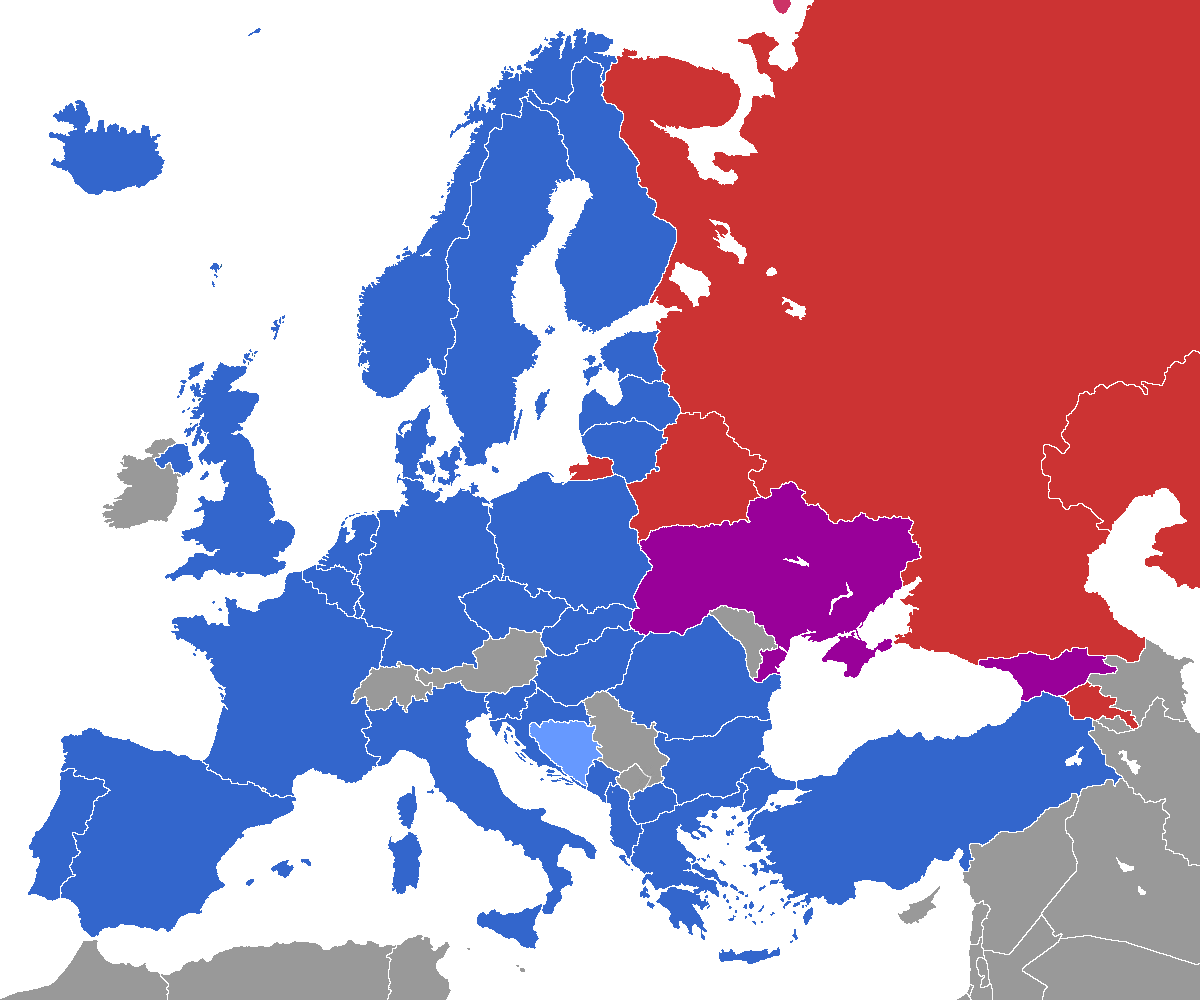
Країни-члени НАТО (синій), країни, що прагнуть вступу до НАТО (фіолетовий) та очолювана Росією ОДКБ з анексованим Кримом (червоний)

Росія заявила, що можливий вступ України до НАТО та розширення НАТО загалом загрожують її національній безпеці. У свою чергу, Україна та інші сусідні з Росією європейські країни звинуватили Путіна у спробах відновити Радянську імперію та агресивних мілітаристських діях.
У грудні 2021 року Росія висунула низку претензій до західних країн, звинувачуючи їх у нібито «експансії НАТО» і вимагаючи від Заходу забрати їхні війська й озброєння з країн колишнього «Східного блоку», претендуючи на відновлення військово-політичного впливу колишнього Радянського Союзу. Конкретно від України вона вимагала гарантій неприєднання до НАТО, а також відмови від постачання західних озброєнь, і погрожувала невизначеною військовою відповіддю, якщо ці вимоги не будуть задоволені повністю. НАТО оцінило вимоги як абсурдні й відхилило їх, Сполучені Штати попередили Росію про «швидкі та суворі» економічні санкції в разі подальшого вторгнення в Україну.
Упродовж лютого зброю Україні на випадок вторгнення Росії надали Канада, Естонія, Литва, зокрема надали зенітно-ракетні комплекси та протитанкові ракетні комплекси.

## Перша ескалація (березень— квітень 2021)

### Початок стягування російських військ
3 березня бойовики самопроголошеної «ДНР» заявили, що отримали дозвіл на застосування «упереджувального вогню на знищення» по позиціях Збройних сил України. Голова української делегації Тристоронньої контактної групи з врегулювання ситуації на Донбасі Леонід Кравчук назвав такі заяви зривом Мінських домовленостей.
16 березня прикордонний наряд ДПСУ в Сумській області зафіксував заліт вертольоту Мі-8 з Російської Федерації на відстань близько 50 метрів на територію України. Після чого гелікоптер повернув у зворотному напрямку і залишив повітряний простір України.
26 березня о 13:45 російські війська обстріляли з мінометів українські позиції в районі селища Шуми. У результаті обстрілу загинуло 4 українських військовослужбовців.
30 березня Головнокомандувач Збройних сил України України генерал-полковник Руслан Хомчак із трибуни Верховної Ради заявив, що згідно з доповідями розвідки, у рамках підготовки до навчань «Запад-2021» ЗС РФ нарощує кількість військ на підступах до України. За словами Хомчака, це створює загрозу воєнній безпеці держави. Він заявив, що станом на 30 березня 2021 вздовж кордону та тимчасово окупованих територій уже утримується 28 батальонних тактичних груп противника, які війська зосереджені в окупованому Криму, а також у Ростовській, Брянській і Воронезькій області.
30 березня Верховна Рада на позачерговому засіданні ухвалила заяву щодо ескалації російсько-українського збройного конфлікту. За проголосували 308 парламентарі. У тексті заяви йдеться про те, що у вересні 2021 в Білорусі плануються спільні білорусько-російські навчання, які становлять небезпеку для України та сприймаються як загроза ескалації міжнародного збройного конфлікту між Україною і РФ.
Голова Об'єднаного комітету начальників штабів США Марк Міллі провів розмову з головнокомандувачем Збройних сил України Русланом Хомчаком, вони обговорили поточне безпекове середовище в Східній Європі. У цей же день, Марк Міллі провів розмову з начальником генерального штабу Збройних Сил РФ Валерієм Герасимовим.
Росія відмовилася поновити режим припинення вогню на Донбасі.
Речник президента Росії Дмитро Пєсков заявив, що пересування російської армії території країни не повинне викликати занепокоєння інших країн, російська армія пересувається російською територією тими напрямками і втому вигляді, які вважає за потрібне, для гарантування надійної безпеки країни.
Глава МЗС України Дмитро Кулеба і держсекретар США Ентоні Блінкен обговорили загострення ситуації на Донбасі. Блінкен підтвердив непохитну підтримку США суверенітету та територіальної цілісности України.
Відбулась телефонна розмова міністра оборони України Андрія Тарана з міністром оборони Сполучених Штатів Америки Ллойдом Остіном. Очільники оборонних відомств України та США обговорили конкретні напрями посилення взаємодії в сфері безпеки і оборони. Ллойд Остін висловив занепокоєння останніми діями Російської Федерації та передав міністру оборони України запевнення у готовності підтримувати Україну в умовах поточної агресії Росії на Донбасі та в Криму. Міністр оборони США наголосив, що в разі ескалації російської агресії Сполучені Штати не залишать Україну наодинці і не допустять реалізації агресивних устремлінь Російської Федерації щодо України.
Заступник голови Офісу президента Роман Машовець зустрівся з головою Представництва НАТО в Україні Александером Вінніковим. На зустрічі так само мова йшла про нарощування присутности російських військ біля українського кордону. Олександр Вінніков пообіцяв передати всі дані про ситуацію на кордонах України у штаб-квартиру НАТО.
У російських джерелах, зокрема, на популярному телеграм-каналі «Военный обозреватель», що афілійований з російськими силовими структурами, опублікували відео прольоту групи російських ударних вертольотів Ка-52 і Мі-28, підкреслюючи при цьому, що проліт нібито відбувся на кордоні з Україною.
Президент США Джозеф Байден провів першу телефонну розмову з президентом України Володимиром Зеленським.

### Продовження насилля й ескалації
Російські та прокремлівські видання поширили інформацію про те, що нібито внаслідок атаки українського безпілотника на окупованій частині Донбасу загинула дитина, не навівши жодних подробиць того, що сталося: ні коментарів родичів, ні фотографій з місця події, ні імені вбитої дитини. У звітах спеціальної моніторингової місії ОБСЄ за 2 та 3 квітня відсутні будь-які дані про обстріл цивільного населення з боку збройних сил України.
Спікер російської Держдуми В'ячеслав Володін заявив, що керівництво України має понести відповідальність за смерть дитини під Донецьком та запропонував виключити Україну з Ради Європи.
Українська сторона Спільного центру з контролю та координації 5 квітня 2021 року надіслала Спеціальній моніторинговій місії ОБСЄ в Україні ноту щодо намірів окупаційної адміністрації фальсифікувати події в н.п. Олександрівське Донецької області України. Та зазначили, що з огляду на значну віддаленість н.п. Олександрівське від лінії зіткнення сторін, що ставить під сумнів можливість використання на такій відстані БПЛА, а також беручи до уваги безпідставність звинувачення, українська сторона категорично заперечує свою причетність до того, що трапилося.
Генеральний секретар НАТО Єнс Столтенберґ подзвонив президенту Володимиру Зеленському, щоб висловити підтримку суверенітету і територіальної цілісности України з боку Північноатлантичного альянсу у зв'язку з діями Росії. Президент Володимир Зеленський поінформував Єнса Столтенберґа про стягування Росією військ до кордонів України, яке триває, та підвищення їхньої готовности до наступальних дій.
Сухопутні війська Збройних сил України оголосили збори тероборони для посилення і захисту держкордону, охорони і оборони критичних об'єктів і боротьби з диверсійно-розвідувальними групами у південних прикордонних районах України.
Прессекретар президента РФ Володимира Путіна Дмитро Пєсков заявив, що безпека росіян, в тому числі і на окупованому Донбасі. За словами Пєскова, «Кремль поки що не бачать намірів України відійти від „войовничої тематики“ і взяти під контроль підрозділи своїх військ на лінії зіткнення в Донбасі».
Прем'єр-міністр Словаччини Іван Корчок заявив, що порушення режиму припинення вогню і повідомлення про нарощування військової потужності Росії на кордоні з Україною викликають занепокоєння і закликають до деескалації напружености.
Президент України Володимир Зеленський провів телефонну розмову з Прем'єр-міністром Канади Джастіном Трюдо. Президент поінформував Прем'єр-міністра Канади про постійні порушення режиму припинення вогню на Донбасі, що призводять до зростання втрат серед українських військових, а також про підвищення військової загрози для України з боку Росії.
Внаслідок обстрілу українських позицій російськими найманцями поблизу населеного пункту Невельське, що на Донеччині, загинув український військовий. Ще один військовий загинув поблизу Степного через підрив на невідомому вибуховому пристрої.
У Донецькій області близько 17 години внаслідок обстрілу було знеструмлено насосну станцію першого підйому Південно-донбаського водопроводу, розташовану в «сірій зоні» між селами Василівка та Крута Балка. Внаслідок чого 50 населених пунктів залишилися без води, в тому числі Маріуполь.
Міністр закордонних справ України Дмитро Кулеба в інтерв'ю французькому виданню Liberation заявив, що сьогоднішні провокації Росії з переміщенням військ до кордонів з Україною і загостренням ситуації на сході є найсерйознішими з часу нападу на українських моряків у Керченській протоці в листопаді 2018 року. При цьому сьогоднішня загроза з боку Росії є більш небезпечною.
Заступник голови Адміністрації президента Росії і парламентер на рівні політичних радників Дмитро Козак заявив, що активізація бойових дій на Донбасі може стати початком кінця України. Це ж стосується і вступу України в НАТО.
У ході телефонної розмови з президентом Російської Федерації Володимиром Путіним канцлерка Німеччини Анґела Меркель вимагала від голови Кремля скоротити військову присутність біля кордонів України.
Президент України Володимир Зеленський відвідав позиції на передньому краї оборони, де зафіксовано найбільшу кількість порушень режиму всеосяжного та сталого припинення вогню. Глава держави поспілкувався з військовослужбовцями, які служать на бойових позиціях. Захисники розповіли Президенту про ситуацію на фронті.
Міжфлотський перехід почали десантні та артилерійські катери Каспійської флотилії РФ. Заявляється, що екіпажі та кораблі Каспійської флотилії будуть здавати підсумкові морські навчання у взаємодії з Чорноморським флотом.
Міністр закордонних справ України Дмитро Кулеба провів телефонну розмову з міністром закордонних справ Франції Жаном-Івом Ле Дріаном. Дмитро Кулеба детально поінформував співрозмовника про останні дії Російської Федерації, спрямовані на дестабілізацію безпекової ситуації на тимчасово окупованих територіях України. Міністр звернув увагу на загрозливе стягування російських військ до кордону нашої держави та посилення російської пропаганди, яка погрожує Україні війною. Він запевнив, що Україна не прагне війни та залишається відданою політико-дипломатичному врегулюванню російсько-українського конфлікту. Жан-Ів Ле Дріан зауважив, що Франція, так само як Україна, із занепокоєнням стежить за стягуванням військ РФ до кордонів нашої держави та на тимчасово окуповані території. Він запевнив у незмінній підтримці Францією суверенітету і територіальної цілісности України. Глава французької дипломатії особливо відзначив виважені та мудрі дії України у ситуації, що склалася.
Україна задіяла параграф 16 Віденського документа і ініціювала 10 квітня в ОБСЄ засідання з приводу нарощування Росією військ біля кордону з Україною і в тимчасово окупованому Криму. Ініціатива України була підтримана країнами-партнерами, проте делегація РФ не з'явилася на це засідання, відмовившись надавати пояснення.
Міністр закордонних справ України Дмитро Кулеба в інтерв'ю іспанському агентству EFE заявив, що Україна не хоче війни з РФ і не готує ніякої ескалації на Донбасі. Зокрема, про підготовку будь-яких наступів або військових операцій не йдеться.
Генеральний секретар НАТО Єнс Столтенберґ закликав РФ негайно припинити нарощування військ на кордоні з Україною і на окупованих територіях.
Міністр закордонних справ України Дмитро Кулеба заявив, що будь-який нерозважний крок РФ або новий виток насильства з її боку дорого їй коштуватиме. Кулеба поінформував, що Росія і далі нарощує свою військову присутність уздовж українсько-російського кордону, на окупованих територіях і на морях України. За його словами, РФ збирає війська в трьох напрямках, зокрема на північному сході України, в Криму, на півдні, та на Донбасі, на сході. Також Кулеба додав, що останніми тижнями Росія суттєво посилила свою пропаганду, яка дегуманізує українців та сіє ненависть до України.
Заступник міністра закордонних справ РФ Сергій Рябков заявив: «Вони говорять про високу ціну, але ніколи її не називають. Те, що вони робили досі, ми, по-перше, добре вивчили, по-друге, пристосувалися. Не вважаємо, що взагалі може бути застосована така термінологія: ціна, розплата і так далі. Ми просто відстоюємо наші інтереси й інтереси наших громадян, російськомовного населення, будемо захищати їхню і далі».
Секретар Ради національної безпеки і оборони України Олексій Данілов заявив, що Україна прагне розв'язати конфлікт на Сході держави насамперед політико-дипломатичним шляхом. «В України на сьогоднішній день немає плану повертати тимчасово окуповані території військовим шляхом, наше завдання — вирішити конфлікт виключно політико-дипломатичним шляхом, — сказав він. — Все інше — це суто інформаційна війна РФ, яку вони ведуть не лише на нашій території, але й в усій Європі».
13 квітня Джо Байден подзвонив Володимиру Путіну, щоб з'ясувати, навіщо Росія стягує війська в анексований Крим і до східних кордонів України. Президенти США і Росії домовилися зустрітися у «третій країні» найближчими місяцями, щоб обговорити, як відзвітували в Білому домі, «весь спектр проблем, що стоять перед США і Росією». Російський політолог Іван Преображенський, вважає, що Володимир Путін, домігся своєї цілі, зустрічі з Джо Байденом, щоб підтвердити свій статус.
Секретар Ради безпеки Росії Микола Патрушев на нараді, яку він провів в анексованому Криму 14 квітня, заявив, що «українські спецслужби намагаються організувати теракти і диверсії» на території півострова.
У ніч з 14 на 15 квітня цього року відбувся інцидент в Азовському морі між трьома малими броньованими катерами «Гюрза-М» ВМС України та п'ятьма катерами і кораблем Берегової охорони Прикордонної служби ФСБ РФ. Інцидент відбувся 25 милях від Керченської протоки, коли катери ВМСУ виконували супровід цивільних суден. З боку РФ дії коригував корабель Берегової охорони ФСБ РФ N 734, за його командами катери ФСБ виконували узгоджені провокаційні маневри щодо МБАКів. Щоб зупинити провокації, морякам ВМСУ довелось попередити про готовність застосувати бортове озброєння. Інцидент обійшовся без жодних втрат для нашого флоту, всі катери ВМС України успішно повернулись назад до гавані.
Президент США Джо Байден видав указ, що оголошує надзвичайну ситуацію у країні у зв'язку з діяльністю Росії. Про це йдеться в листі президента Конгресу, опублікованому Білим домом. Байден уточнив, що указ підписано відповідно до закону про міжнародні надзвичайні економічні повноваження. До цієї заяви додано повідомлення про введення нового пакета санкцій проти Росії.
Російська Федерація оголосила про закриття з наступного тижня до жовтня 2021 року частини акваторій Чорного моря в напрямку Керченської протоки для військових кораблів та державних суден інших країн під приводом військових навчань, що є грубим порушенням права на свободу судноплавства, гарантованого Конвенцією ООН з морського права. Відповідно до Конвенції, Російська Федерація не повинна перешкоджати або заважати транзитному проходу через міжнародну протоку до портів в Азовському морі.
Вранці стало відомо, що український консул Олександр Сосонюк затриманий у російському місті Санкт-Петербург. Його затримала ФСБ нібито «під час отримання інформації закритого характеру під час зустрічі з громадянином РФ».
Росія ввела з 20 по 24 квітня тимчасові обмеження на польоти над частиною Криму і Чорного моря. Про це йдеться в міжнародному повідомленні для пілотів.
Речник оборонного відомства США Джон Кірбі заявив, що Росія зосередила поблизу кордону з Україною більше військ, ніж у 2014 році.
Український консул у Санкт-Петербурзі Олександр Сосонюк, висланий російською стороною, виїхав з Російської Федерації.
Старший дипломат посольства Росії в Україні Євген Черніков, якого Київ оголосив персоною нон грата, покинув територію країни. Це стало відповіддю на затримання українського консула в Росії.
Міністр оборони Росії Сергій Шойгу вирішив завершити заходи перевірки в Південному та Західному військових округах, оскільки всіх поставлених цілей досягнуто. Міністр поставив завдання Генеральному штабу, командувачам військ військових округів і Повітряно-десантних військ спланувати та розпочати з 23 квітня повернення військ до пунктів постійної дислокації, виконати детальний аналіз і підбити підсумки раптової перевірки військ.

## Відновлення ескалації (жовтень 2021— 20 лютого 2022)

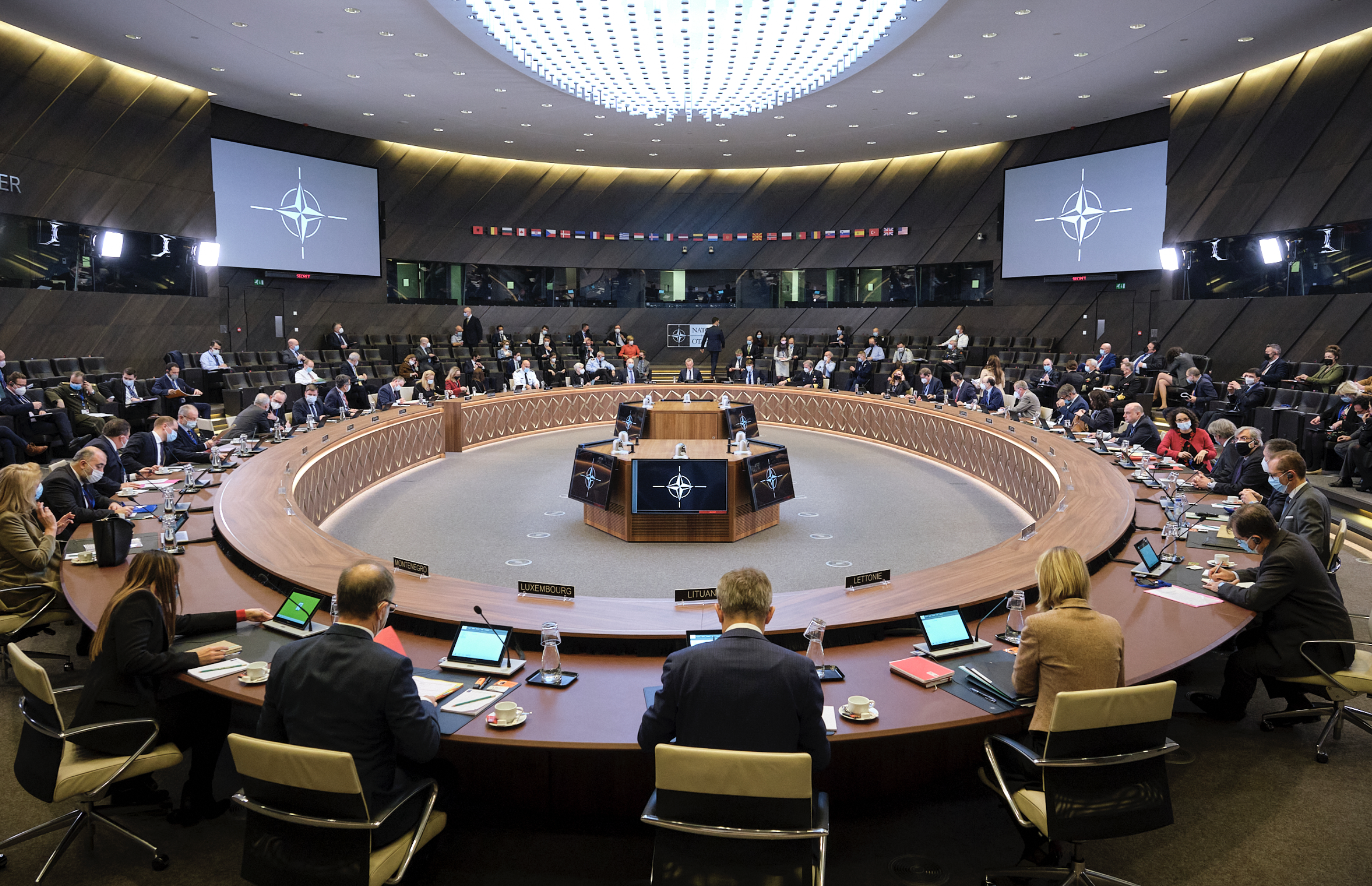
Північноатлантична рада НАТО збиралась 11 січня 2022 року, щоб обговорити кризу.

Загострення російсько-українських відносин відбулося наприкінці жовтня — початку листопада і було спровоковано першим бойовим застосуванням українського безпілотного літального апарата (БПЛА) Bayraktar TB2 проти терористичних формувань Донецької Народної Республіки (ДНР). Повідомлення про використання БПЛА з'явилося практично одночасно з новиною про звільнення села Старомар'ївка на лінії зіткнення сторін, на якій на той час проживало 37 громадян Росії, які отримали паспорти за спрощеною програмою.
Виступаючи на нараді з питань оборони 2 листопада, президент Росії Володимир Путін заявив, що Росія уважно стежить за використанням БПЛА «біля кордонів Росії» і повинна ретельно проаналізувати ситуацію з цього приводу. За даними спостерігачів ОБСЄ, режим припинення вогню почали порушувати вдвічі частіше, ніж у 2020 році (за період з вечора 29 жовтня до вечора 31 жовтня режим припинення вогню в Донецькій області було порушено 988 разів, а в Луганській — 471 раз). Спостерігачі Спеціальної моніторингової місії ОБСЄ в Україні (СММ) повідомили про переміщення військової техніки Збройних Сил України, а також неодноразові спроби приглушити сигнал своїх БПЛА, які використовуються для моніторингу місцевости. Водночас у західних ЗМІ з'явилися публікації про те, що Росія знову підтягує війська до українського кордону. У якості доказів наводилися супутникові фотографії російської бронетехніки.
2–3 листопада директор Центрального розвідувального управління США (ЦРУ) Вільям Бернс зустрівся з високопоставленими представниками російської розвідки в Москві. Як повідомляє CNN, метою поїздки було донести до Кремля стурбованість президента США Джо Байдена ситуацією на кордоні з Україною. Джерела телеканалу повідомили, що після поїздки Бернс розмовляв телефоном з президентом України Володимиром Зеленським, щоб послабити напругу між Москвою і Києвом. З цією ж метою 4 листопада в Україну був відправлений високопоставлений чиновник Держдепу США.
2 листопада колишнього лідера організації «Правий сектор» Дмитра Яроша призначили радником головнокомандувача Збройними силами України Валерій Залужний. 4 листопада було затверджено нового міністра оборони — колишнього віце-прем'єр-міністра – міністра з питань реінтеграції тимчасово окупованих територій Олексія Резнікова, який від України брав участь у засіданнях Тристоронньої контактної групи.
У листопаді 2021 року Міністерство оборони Росії назвало розміщення військових кораблів США в Чорному морі «загрозою регіональній безпеці та стратегічній стабільности». У заяві міністерства йдеться, що «справжньою метою діяльности США в Чорноморському регіоні є вивчення театру воєнних дій на випадок, якщо Київ спробує врегулювати конфлікт на південному сході силою».

### Друге стягування російських військ

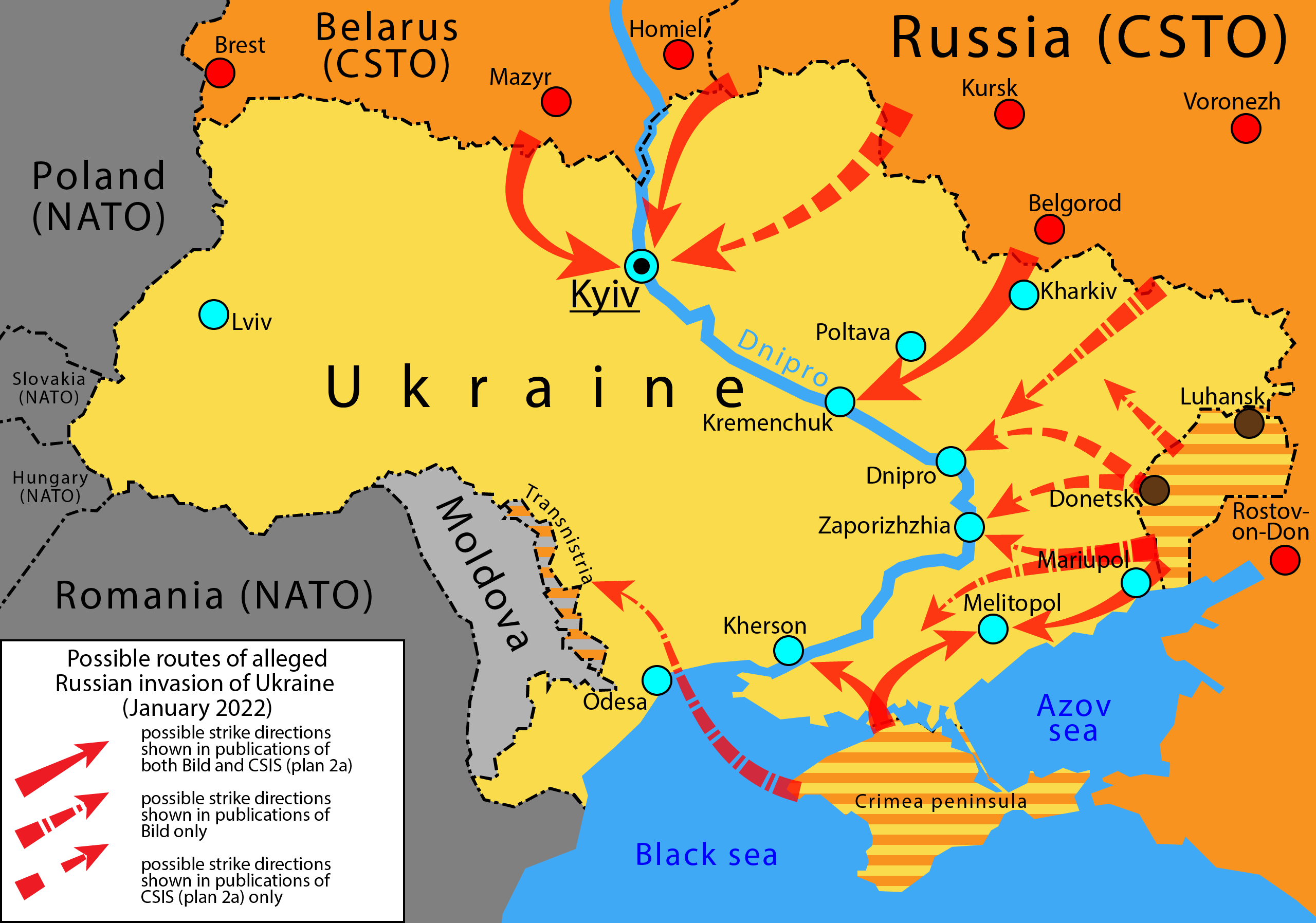
Карта із зображенням двох імовірних російських планів, опублікованих окремо Bild і Центром стратегічних і міжнародних досліджень.

13 листопада президент України Володимир Зеленський заявив, що Росія знову зібрала 100 тис. військових у прикордонній зоні. На початку листопада повідомлення про нарощування російських військових спонукали чиновників США попередити ЄС, що Росія може планувати потенційне вторгнення в Україну. Речник Кремля Дмитро Пєсков спростував звинувачення, що Росія готується до можливого вторгнення в Україну. Він звинуватив Україну в «плануванні агресивних дій проти Донбасу». Пєсков закликав НАТО припинити «зосередження військового кулака» біля кордонів Росії та припинити озброювати Україну сучасною зброєю.
16 листопада генеральний секретар НАТО Єнс Столтенберґ закликав Захід надіслати Росії «чіткий сигнал із закликом зменшити напругу, уникаючи будь-якої ескалації в Україні та навколо неї». Столтенберґ додав, що альянс фіксує «незвичайне зосередження» російських військ біля кордону з Україною. 15 листопада виконувач обов'язків міністра закордонних справ Німеччини Гайко Маас та міністр закордонних справ Франції Жан-Ів Ле Дріан у спільному комюніке висловили стурбованість щодо «переміщення російських військ і військової техніки поблизу України», закликаючи обидві сторони «проявити стриманість». У той же час прес-секретар Пентагону Джон Кірбі підтвердив, що США продовжують спостерігати «незвичайну військову активність» Російської Федерації біля кордонів України, а глава Держдепу Ентоні Блінкен обговорив повідомлення про «російську військову активність». в районі з Жан-Івом Ле Дріаном. Повідомлялося, що США обговорюють санкції з європейськими союзниками на випадок подальшого вторгнення Росії.
Ще на початку листопада українська розвідка заявляла, що інформація про перекидання додаткових російських військ до українських кордонів є не чим іншим, як «елементом психологічного тиску». Однак через тиждень Офіс президента України визнав, що Російська Федерація посилює біля кордону «конкретні угруповання військ». Міністр закордонних справ України Дмитро Кулеба закликав уряди Франції та Німеччини підготуватися до можливого військового сценарію дій Росії на українському напрямку.
На цьому тлі Україна різко активізувала дипломатичні зусилля. 15 листопада президент України Володимир Зеленський і голова Європейської ради Шарль Мішель обговорили «безпекову ситуацію вздовж кордонів України». Того ж дня Дмитро Кулеба провів переговори з цих же питань у Брюсселі. Новий глава Міноборони Олексій Резніков вирушив до Вашингтона, де 18 листопада зустрівся з міністром оборони США Ллойдом Остіном. 16 листопада міністр оборони Сполученого Королівства Бен Воллес відвідав Київ. Як повідомляє таблоїд Daily Mirror, у Сполученому Королівстві для передачі Україні сформовано зведений підрозділ швидкого реагування з близько 600 бійців.
21 листопада начальник Головного управління розвідки Міністерства оборони України Кирило Буданов повідомив, що Росія нібито зосередила біля кордонів України понад 92 тисячі військовослужбовців і системи балістичних ракет малої дальності «Іскандер». Буданов зазначив, що за протестами проти вакцинації від COVID-19 у Києві та іншими акціями протесту в Україні стоїть Росія — це підготовка до масштабного військового вторгнення. За словами Буданова, Росії потрібні протести, щоб українське населення не чинило їй опору під час військової операції, вважаючи, що українська влада її зрадила: «Вони хочуть організовувати мітинги та протести, щоб показати, що люди проти влади», – сказав він. сказав в інтерв'ю Military Times«. Вони намагаються довести, що наша влада зраджує народ». За словами глави української розвідки, Росія намагається домогтися того, щоб українці самі змінили владу, і якщо не вийде, «підійде армія». За словами Буданова, активних дій слід очікувати наприкінці січня — початку лютого 2022 року.
Москва, у свою чергу, звинувачує Україну в агресивних діях. Офіційний представник МЗС Росії Марія Захарова 25 листопада заявила, що українська влада загострює напруженість на Донбасі та веде там наступальні дії на окремих ділянках: «Гарячі голови київського режиму, мабуть, відчуваючи повну безкарність, виступають за силове вирішення внутрішньоукраїнської кризи. Ситуація в зоні конфлікту загострюється. Продовжується надходження інформації про застосування озброєння, забороненого Мінським комплексом заходів, яке поставляють Україні країни НАТО». Вона вважає, що цим українське керівництво намагається «відвернути увагу від деградації соціально-економічної та політичної ситуації в країні» … і переключити цю увагу на деякі тимчасові загрози ззовні".
Жорсткі заяви Києва та Москви звучать на тлі тупикової ситуації на всіх чинних переговорних майданчиках. Контактів у «нормандському форматі» немає і не очікується на будь-якому рівні: саміту не буде, міністри закордонних справ ще не змогли скоординувати зустріч, а політичні радники не спілкувалися з вересня. У Тристоронній контактній групі переговори зводяться до обговорення того, чи є Росія стороною конфлікту. 15 листопада Володимир Путін підписав указ про надання гуманітарної допомоги населенню окремих районів Донецької та Луганської областей України.

1 грудня Росія звинуватила Україну в розгортанні половини своєї армії — близько 125 тис. військовослужбовців — на Донбасі для протистояння проросійським сепаратистам. 3 грудня президент Путін розкритикував Україну за використання турецького безпілотника Bayraktar TB2 проти проросійських сепаратистів на Донбасі, заявивши, що цей крок порушує Мінські мирні угоди. 3 грудня міністр оборони України Олексій Резніков, виступаючи перед депутатами Верховної Ради, заявив: «Існує ймовірність масштабної ескалації з боку Росії. Найімовірнішим часом для досягнення готовности до ескалації буде кінець січня». У грудні аналіз Джейнса прийшов до висновку, що основні елементи російської 41-ї армії (штаб-квартира в Новосибірську в центральній частині Росії) і 1-ї гвардійської танкової армії (зазвичай розгорнута навколо Москви) були переміщені на захід, посилюючи російську 20-ту гвардійську і 8-у гвардійську армії. вже розташовано ближче до українського кордону. Повідомляється, що додаткові російські сили перемістилися до Криму, підсилюючи російські військово-морські та сухопутні підрозділи, які вже розгорнуті там.

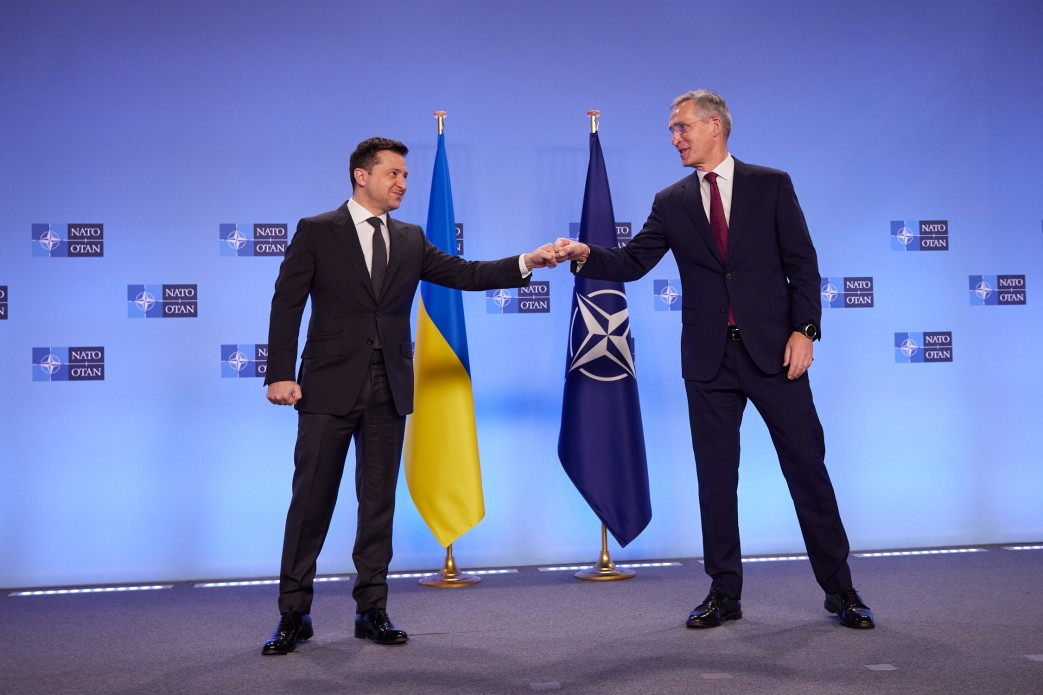
Президент України Володимир Зеленський і генеральний секретар НАТО Єнс Столтенберґ. Брюссель, 16 грудня 2021 року

9 грудня Росія звинуватила Україну в переміщенні важкої артилерії до лінії фронту, де сепаратисти воюють з українськими силами. Начальник російського Генштабу Валерій Герасимов заявив, що [НАТО] «поставки в Україну гелікоптерів, безпілотних літальних апаратів та літаків підштовхують українську владу до різких і небезпечних кроків. Будь-які провокації української влади шляхом примусового врегулювання проблем Донбасу будуть придушені». 31 грудня 2021 року, після телефонної розмови між президентом США Байденом і президентом Росії Путіним, Путін заявив, що якщо США введуть проти них санкції, це буде «фатальною помилкою».
17 січня 2022 року міністр оборони Сполученого Королівства Бен Воллес заявив, що Сполучене Королівство постачає Україні протитанкові ракети малої дальності.
18 січня повідомлялося, що російські війська направили до Білорусі невизначену кількість військ. Офіційною причиною було проведення військових ігор з Білоруссю в наступному місяці, однак кілька офіційних осіб з України та Білого дому заявили, що присутність військ у Білорусі буде використана для нападу на Україну з півночі, тим більше, що українська столиця Київ розташована дуже поблизу українсько-білоруського кордону.
21 січня міністри оборони Естонії, Латвії та Литви підтвердили виділення Україні партії зброї (протитанкові і зенітні комплекси «Джавелін» і «Стінгер») після отримання дозволу від США. Також речник Білого дому Дженіфер Псакі підтвердила, що Сполучені Штати Америки передадуть Україні бойові вертольоти Мі-17.
19 січня заступник міністра закордонних справ Росії Сергій Рябков вніс до США пропозицію взяти на себе юридичні зобов'язання не голосувати за членство в НАТО країн, членству яких протистоїть Російська Федерація, зменшивши вимоги щодо нерозширення НАТО. Кремль готовий обміняти таку «пропозицію» на умови, які були висунуті раніше – так звані гарантії нерозширення Альянсу на схід. Він зазначив, що рішення, прийняте на саміті в Бухаресті 2008 року, «слід виключити» і що Сполучені Штати повинні надати односторонні юридичні гарантії, що «цього ніколи не станеться». Позиція про те, що Україна і Грузія ніколи не стануть членами Північноатлантичного альянсу, сказав Рябков, є пріоритетною для Кремля. За його словами, у Америки для такого кроку має бути «достатньо політичної волі».

### Російські диверсії та розвідувальні операції
26 листопада 2021 року президент України Зеленський звинуватив Росію та українського олігарха Ріната Ахметова в підтримці плану повалення його уряду. Росія заперечує свою причетність до змови. У грудні 2021 року Зеленський закликав до превентивних дій проти Росії. 22 січня 2022 міністр закордонних справ Великої Британії Елізабет Трасс повідомила, що Росія розглядає можливість у разі окупації України поставити на її чолі Євгенія Мураєва. В Росії це назвали дезінформацією. За даними Трасс, російські спецслужби підтримують зв'язки з багатьма колишніми українськими політиками, зокрема Сергієм Арбузовим, Андрієм Клюєвим, Володимиром Сівковичем та Миколою Азаровим.
10 січня 2022 року український уряд оголосив, що заарештував імовірного агента російської військової розвідки, який намагався завербувати інших для здійснення нападів в українському місті Одеса. Пізніше, 14 січня, в Україні сталася кібератака, виконавцями якої були російські хакери. Того ж дня українська військова розвідка повідомила, що спецслужби Росії готують «провокації» проти російських солдатів, які дислокуються в так званій Придністровській Молдавській Республіці, відколівній невизнаній державі, яка на міжнародному рівні вважається частиною Молдови, щоб створити привід для російського вторгнення в Україну.
У січні 2022 року Сполучені Штати заявили, що російський уряд направив диверсантів на схід України, щоб інсценувати інцидент (зокрема, сфабриковану атаку на російських сепаратистів у східному Донецьку та Луганську), щоб дати Путіну привід для поновлення вторгнення в Україну. У США заявили, що російські оперативники пройшли підготовку щодо ведення міської війни та вибухівки. Міністр закордонних справ Росії Сергій Лавров відкинув заяву США як «повну дезінформацію».

### Українська оборона
Готуючись до можливого поновлення російського вторгнення у квітні 2021 року, Сухопутні війська України оголосили про проведення зборів з питань територіальної оборони з метою зміцнення та захисту державного кордону, охорони та захисту критичних об'єктів та боротьби з диверсійно-розвідувальними групами на південних прикордонних районах України. Того ж місяця Президент України Володимир Зеленський відвідав позиції на передовій оборони, де зафіксовано найбільшу кількість порушень режиму всебічного та постійного припинення вогню. Глава держави поспілкувався з військовослужбовцями, які перебувають на бойових позиціях. Захисники розповіли Президенту про ситуацію на фронті.
У грудні 2021 року Сполучені Штати підрахували, що Росія може зібрати 175 000 військових для вторгнення в Україну. Міністр оборони України Олексій Резніков сказав, що «у нас є 250 тисяч офіційних … військовослужбовців нашої армії. Плюс, я сказав, 400 тисяч ветеранів і 200 тисяч резервістів. 175 тисяч (це) недостатньо, щоб поїхати в Україну». Резніков заявив, що Росія може почати широкомасштабну атаку на Україну наприкінці січня 2022 року.
Сили територіальної оборони України (резервний компонент армії, створений після російського вторгнення 2014 року) завербував додаткових громадян і навчив їх тактиці міської партизанської діяльности та використанню вогнепальної зброї. Така тактика повстанців могла б підтримати рух опору, якщо російські військові (які користуються величезною чисельною перевагою) зможуть подолати українські військові. Андрій Загороднюк, який обіймав посаду міністра оборони України з 2019 по 2020 роки, у січні 2022 року писав, що вторгнення російських військових, ймовірно, знищить «ключові елементи військової інфраструктури країни» і «зможе просунутися вглиб української території». але зіткнеться з труднощами фактичного утримання території. Загороднюк писав, що «російські окупаційні війська зіткнуться з високомотивованими противниками, які воюють у знайомому оточенні. Об'єднавши службу у військових частинах з ветеранами бойових дій, резервістами, загонами територіальної оборони та великою кількістю добровольців, Україна може створити десятки тисяч малих і високомобільних військових». Це зробить практично неможливим для Кремля встановлення будь-якої адміністрації над окупованими територіями чи забезпечення своїх шляхів постачання".

#### Іноземна підтримка України

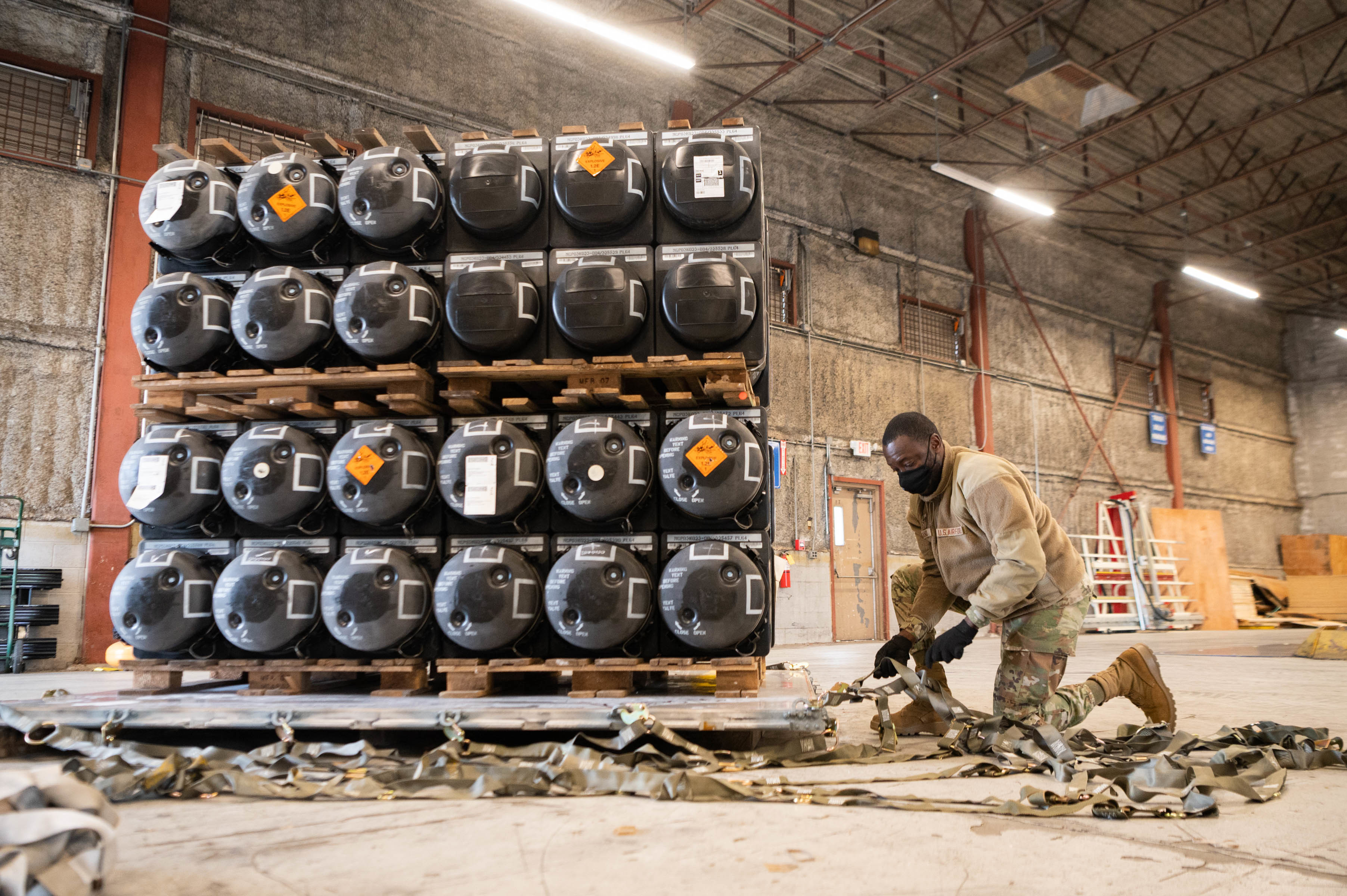
Американський льотчик 436-ї повітряної ескадрильї на базі ВПС Дувр готує зброю та боєприпаси до доставки в Україну, 21 січня 2022 року.

У відповідь на загрози поновлення вторгнення Росії та нагромадження близько 100 000 російських військових на українському кордоні, США та інші країни НАТО надали Україні допомогу, щоб допомогти країні зміцнити її обороноздатність. Перша партія близько 200 000 фунтів військової техніки надійшла в Україну в січні 2022 року. США надали Україні протитанкові ракети Javelin, іншу протитанкову артилерію, великокаліберні кулемети, стрілецьку зброю та боєприпаси, системи безпеки, медичне обладнання та запасні частини. Міністр оборони Ллойд Остін і голова Об'єднаного комітету начальників штабів Марк Міллі погрожували підтримкою США антиросійського повстання в Україні, подібно до допомоги ЦРУ антирадянським повстанцям-моджахедам в Афганістані в 1980-х роках. За словами Джеймса Ставрідіса, колишнього верховного головнокомандувача об'єднаними силами НАТО в НАТО, «рівень військової підтримки» антиросійських партизанів в Україні «зробить наші зусилля в Афганістані проти Радянського Союзу незначними в порівнянні».
У грудні 2021 року адміністрація США схвалила додаткові 200 мільйонів доларів оборонної допомоги Україні. Це було на додаток до вже виділеної допомоги для цього, що склало загальну оборонну допомогу в розмірі 650 мільйонів доларів у 2021 році. Поставки летальної допомоги США почалися в січні і включали боєприпаси калібру 50 BMG, M141 Bunker Defeat Munition і FGM-148 Javelin. США також мають намір передати Україні гелікоптери Мі-17, які раніше використовувалися ВПС Афганістану. Адміністрація Байдена схвалила поставки в Україну зенітних ракет американського виробництва Stinger.
У січні 2022 року адміністрація Байдена також надала балтійським країнам (Литві, Латвії та Естонії) дозвіл на передачу в Україну обладнання американського виробництва. Естонія передала Україні протитанкові ракети FGM-148 Javelin, а Латвія та Литва надали системи ППО FIM-92 Stinger та відповідне обладнання.
Інші члени НАТО також надавали допомогу Україні. Теперішні програми військової підготовки Сполученого Королівства та Канади були посилені в січні 2022 року, коли британці розгорнули додаткові військові тренажери та надали легкі броньові системи захисту, а канадці розгорнули невелику делегацію спецпризначенів для допомоги Україні. 17 січня 2022 року міністр оборони Сполученого Королівства Бен Воллес оголосив, що Сполучене Королівство поставило Україні 1100 протитанкових ракет малої дальності. 20 січня Sky News повідомила, що 2000 протитанкових ракет малої дальности MBT LAW були доставлені численними транспортними літаками C-17 Королівських ВПС, які літали між Сполученим Королівством та Україною.
16 січня уряд Данії вирішив надати Україні оборонний пакет у розмірі 22 мільйони євро.
Уряди Нідерландів та Іспанії також розгорнули сили в регіоні на підтримку НАТО. 20 січня 2022 року міністр оборони Іспанії Маргарита Роблес оголосила про розгортання ВМС Іспанії в Чорному морі. Корабель Meteoro, який виконував роль тральщика, вже був у маршруті, а фрегат Blas de Lezo відплив 22 січня. Вона також повідомила, що уряд Іспанії розглядає можливість розміщення ВПС у Болгарії. 21 січня 2022 року міністр закордонних справ Нідерландів Вопке Хекстра заявив, що Нідерланди готові надати Україні «оборонну військову підтримку». Він пояснив, що 20 січня 2022 року Україна звернулася до Нідерландів з проханням про допомогу в озброєнні. Більшість у парламенті підтримала відправку зброї до країни. Крім того, Нідерланди заявили, що відправлять два F-35 до Болгарії в рамках розширеної місії НАТО з повітряного спостереження.

### Дипломатичні переговори

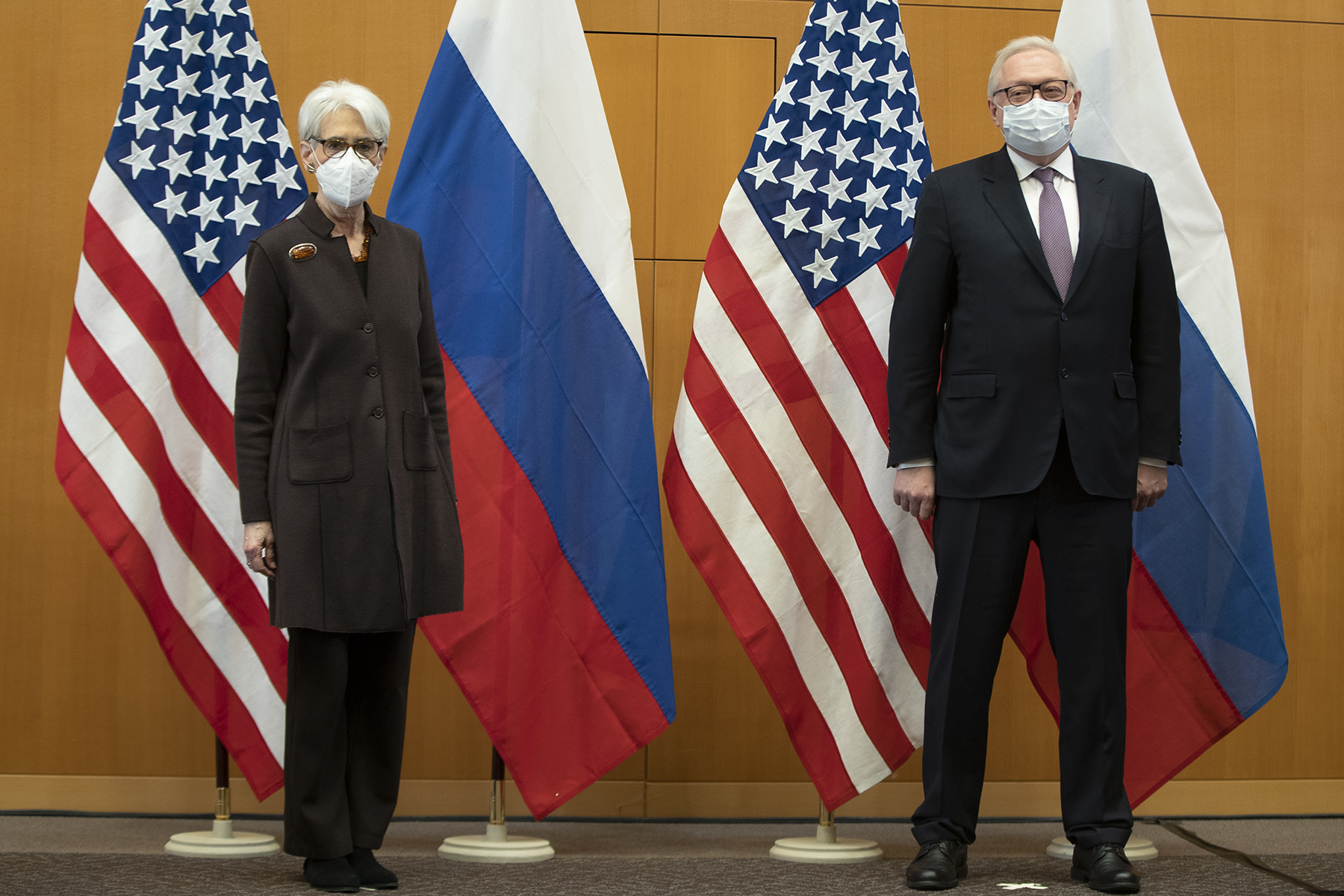
Заступник держсекретаря США Венді Шерман зустрічається із заступником міністра закордонних справ Росії Сергієм Рябковим у Женеві 10 січня 2022 року

Ізраїль підтримує міцні відносини як з Україною, так і з Росією, а іноді виступає як співрозмовник між двома країнами. У квітні 2021 року президент України Зеленський звернувся до прем'єр-міністра Ізраїлю Біньяміна Нетаньягу з проханням стати посередником між ним і президентом Росії Володимиром Путіним. Ізраїльтяни обговорили цю ідею з росіянами, які відхилили прохання. У жовтні 2021 року на зустрічі з Зеленським у Києві президент Ізраїлю Ісаак Герцог сказав Зеленському, що новий уряд Ізраїлю під керівництвом прем'єр-міністра Нафталі Беннета готовий відновити зусилля з українсько-російського посередництва. Беннетт підняв цю ідею на зустрічі з Путіним через два тижні в Сочі, але Путін відмовився.
28 грудня США та Росія оголосили про проведення двосторонніх переговорів у Женеві 10 січня 2022 року, щоб обговорити занепокоєння щодо їхньої військової діяльности та протистояти зростанню напружености щодо України. Переговори («позачергове засідання Діалогу стратегічної стабільности») вели заступник міністра закордонних справ Росії Сергій Рябков та заступник держсекретаря США Венді Шерман.
Після Женевської зустрічі відбулося засідання Ради НАТО-Росія в Брюсселі 12 січня 2022 року, на якому зібрались усі 30 членів НАТО та Росія, щоб обговорити, згідно з офіційною заявою НАТО, «ситуацію в Україні та навколо неї, та наслідки для європейської безпеки»; У заяві міністерства оборони Росії за результатами зустрічі сказано: «[Росія] принесла російські оцінки поточного стану у сфері євробезпеки, а також дала пояснення щодо військових аспектів російського проєкту угоди про гарантії безпеки». Генеральний секретар НАТО Єнс Столтенберґ під час пресконференції заявив, що Російська Федерація не має права впливати на питання вступу Грузії й України в НАТО, це питання вирішуватиме лише Альянс та Грузія й Україна. Росія визнала переговори невдалими.
14 січня в інтерв'ю, опублікованому La Repubblica генсек НАТО Єнс Столтенберґ заявив, що Київ уже звернувся з проханням про вступ до військово-політичного союзу, і в 2008 році НАТО вирішили, що Україна та Грузія стануть членами, але поки не встановили, коли саме це відбудеться.

### Події після переговорів щодо безпеки

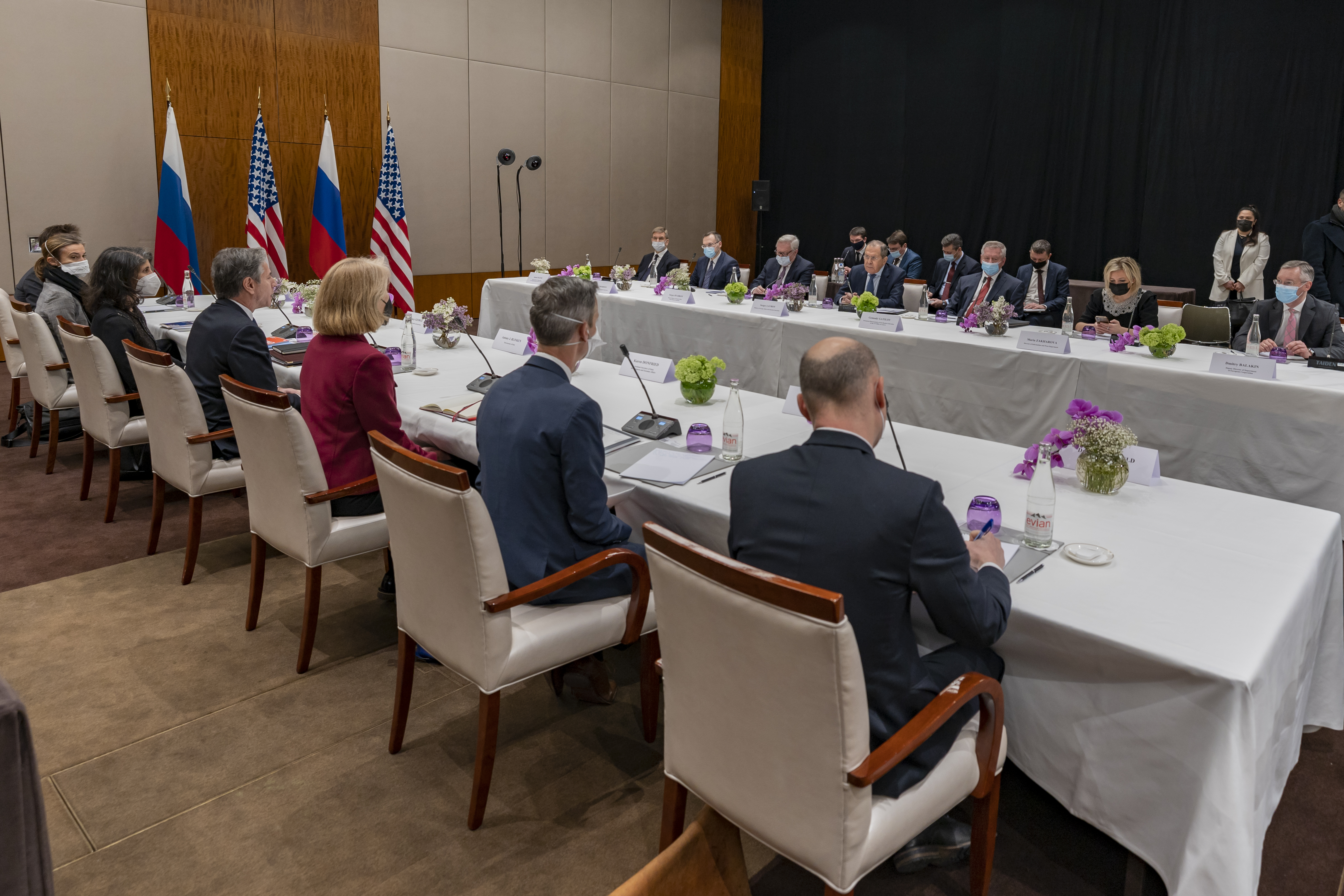
Держсекретар США Ентоні Блінкен зустрівся з міністром закордонних справ Росії Сергієм Лавровим у Женеві, Швейцарія, 21 січня 2022 року.

Повідомлялося, що 18 січня російські війська направили до Білорусі невстановлену кількість військовослужбовців. Офіційною причиною було проведення військових навчань «Союзна рішучість-2022» з Білоруссю наступного місяця, проте кілька офіційних осіб з України та Білого дому заявили, що присутність військ у Білорусі буде використана для нападу на Україну з півночі, тим більше, що українська столиця Київ розташована дуже поряд із білорусько-українським кордоном.
21 січня 2022 року Комуністична партія Російської Федерації оголосила у «Правді», що її депутати внесуть до Державної Думи резолюцію з проханням до президента Путіна офіційно визнати Донецьку Народну Республіку та Луганську Народну Республіку.
21 січня Лавров і держсекретар США Ентоні Блінкен зустрілися в Женеві. Блінкен підкреслив, що «це були не переговори, а відвертий обмін побоюваннями та ідеями». Після зустрічі Блінкен сказав, що США дали зрозуміти Росії, що її поновлене вторгнення «буде зустрінуто швидкою, жорсткою та об'єднаною відповіддю Сполучених Штатів, наших партнерів і союзників». 26 січня США надали офіційну письмову відповідь на вимоги Росії. У відповіді було відхилено вимогу Москви ніколи не вступати в НАТО. Блінкен заявив, що в документах викладено «занепокоєння Сполучених Штатів і наших союзників і партнерів щодо дій Росії, які підривають безпеку, принципову та прагматичну оцінку занепокоєння, яку висловила Росія, і наші власні пропозиції щодо сфер, де ми могли б знайти загальну підставу.»
В інтерв'ю The Washington Post президент України Володимир Зеленський попередив, що російські війська можуть вторгнутися та взяти під свій контроль регіони на сході України, такі як Харківська область; він також стверджував, що вторгнення призведе до великомасштабної війни між Україною та Російською Федерацією.
26 січня 2022 року в Парижі планувалась зустріч у «нормандському форматі» між високопоставленими чиновниками Росії, України, Німеччини та Франції, а 28 січня — телефонний дзвінок між президентами Франції та Росії Макроном та Путіним. Україна виконала умову Росії щодо зустрічі в Парижі та вирішила зняти з парламенту суперечливий законопроєкт про реінтеграцію Криму та Донбасу, оскільки вважалося, що закон суперечить Мінським мирним угодам.
28 січня 2022 року американське видання Washington Post, не вказуючи джерел, з яких була отримана подібна інформація повідомило, що українські розвідувальні служби напередодні вторгнення Росії нібито провели операцію з евакуації секретних архівів розвідки та найбільш цінного обладнання з Києва в райони на Західній Україні— в якісь «безпечні місця».

#### Блокування морських торговельних шляхів та судноплавства
10 лютого 2022 року Міністерство закордонних справ України висловило рішучий протест у зв'язку з рішенням Російської Федерації про блокування частини акваторії Чорного та Азовського морів і Керченської протоки під приводом проведення військово-морських навчань.
Росія фактично перекриває Україні Чорне та Азовські моря під приводом військових навчань «Союзна рішучість-2022», що мають відбутися з 13 по 19 лютого. На цей період можливість відбуття суден з портів у Бердянську та Маріуполі суден до Чорного моря буде перекрита.
Безпрецедентна за охопленням площа проведення маневрів практично унеможливлює судноплавство в обох морях, внаслідок чого відбудеться суттєве і необґрунтоване ускладнення міжнародного судноплавства, передусім торговельного, що може викликати складні економічні та соціальні наслідки. Росія раніше не блокувала такі великі ділянки, через які проходять важливі морські шляхи до українських портів.
13 лютого 2022 року Міністерство інфраструктури України повідомило, що у зв'язку з незаконним закриттям морського району для проведення бойових навчань Російською Федерацією у виключній морській економічній зоні України, Держгідрографія проводить позапланові проміри глибин для уточнення характеру та структури рельєфу дна в Північно-західній частині Чорного моря. Вони будуть виконуватись до 14 лютого 2022 року включно.
15 лютого 2022 року Лондонський ринок морського страхування додав українські та російські води навколо Чорного та Азовського морів до списку районів, що вважаються зонами підвищеного ризику.
Також 15 лютого 2022 року Міністерство інфраструктури України повідомило про те, що спеціальні судна державної установи «Держгідрографія» в рекордні строки провели 450 кілометрів лінійної зйомки структури дна в районі Дністровської банки. Дослідження підтвердили безпечність для судноплавства морського коридору між західною межею району незаконних навчань РФ та Дністровською банкою. Таким чином Україна попередила блокаду Чорноморських портів шляхом визначення коридору для безпечного заходу торгових суден в українські порти.

#### Повідомлення іноземних джерел щодо дати можливого вторгнення
30 жовтня 2021 року видання Вашингтон пост наводить слова директора програми з досліджень РФ в аналітичній групі центру військово-морського аналізу Майкла Кофмана: "Суть у тому, що це не навчання. Це не схоже на військові навчання. Щось відбувається. Що це?"
1 листопада 2021 року Видання Politico оприлюднює супутникові фотографії, зроблені того ж дня американською аерокосмічною компанією Maxar Technologies, на яких можна побачити скупчення бронетехніки, танків і самохідної артилерії разом із наземними військами поблизу російського міста Єльня.
18 листопада 2021 року прем'єр міністр Польщі Матеуш Моравецький в інтерв'ю  німецькому виданню Bild припустив, що міграційна криза є спробою відволікання від нових військових атак в Україні, які готує Путін.
27 листопада 2021 року Генеральний секретар НАТО Єнс Столтенберг заявив в інтерв'ю німецькому виданню Welt am Sonntag, що скупчення військ на українському кордоні не можна вважати просто блефом.
Британське видання The Guardian повідомило, про те, що 11 лютого 2022 року президент США Джо Байден нібито сказав іншим лідерам країн НАТО та ЄС, що, за даними США, президент РФ Володимир Путін вирішив здійснити вторгнення в Україну найближчими днями. Це Д. Байден нібито сказав союзникам увечері під час оперативної зустрічі, де обговорювали останні розвіддані про нарощування російських військ та плани Путіна.
Згодом німецьке видання Spiegel оприлюднило інформацію про те, що американська спецслужба ЦРУ і військові протягом п'ятниці повідомили федеральний уряд та інші держави НАТО про те, що, на основі нової інформації, існують побоювання, що може статися напад на Україну. Як можливу дату початку вторгнення було зазначено 16 лютого.
Також видання Spiegel зазначає, що, за словами дипломатів і військових чиновників, Сполучені Штати надали багато деталей про секретні брифінги. Також були описані шляхи вторгнення РФ і подробиці про завдання окремих російських підрозділів.
12 лютого 2022 року Міністерство закордонних справ Ізраїлю оголосило про надзвичайну ситуацію, оскільки США попередили ізраїльських офіційних осіб, що війська РФ можуть спробувати вторгнутися до України вже у вівторок (15 лютого).
Ізраїльська газета Haaretz зазначає, що прем'єр-міністр країни Нафталі Беннет тепер прагне завершити евакуацію ізраїльтян з України якнайшвидше після інформації від американських партнерів про можливе вторгнення РФ в Україну 15 лютого. При цьому його офіс попросив ізраїльських міністрів максимально уникати публічних заяв на тему потенційної війни між РФ та Україною.

#### Криза в авіації
12 лютого 2022 року авіакомпанія SkyUp отримала повідомлення лізингодавця, що є резидентом Ірландії, про негайну заборону на вліт літака UR-SQO в повітряний простір України в той час, коли повітряне судно вже виконувало рейс до Києва з Португалії.  Авіакомпанія SkyUp домовилась про посадку в найближчому до території України аеропорту — в Кишиневі — та організувати трансфер для 175 пасажирів до Києва.
Також, 12 лютого 2022 року, видання NOS повідомило, що нідерландська авіакомпанія KLM тимчасово зупиняє польоти до України. Напередодні уряд Нідерландів рекомендував громадянам країни залишити Україну через безпекові ризики. Авіакомпанія Norwegian також тимчасово призупиняє польоти над Україною у зв'язку із безпековою ситуацією.
В окремих ЗМІ повідомлялося, що українські страхові компанії 12 лютого 2022 року отримали повідомлення від перестрахувального брокера Ллойда (Lloyd's, Велика Британія) про тимчасове зняття з покриття всіх опцій щодо покриття військових ризиків в авіаційному страхуванні як страхування відповідальності перед третіми особами, так і КАСКО літаків.
Пізно увечері 13 лютого 2022 року Кабінет міністрів України на позачерговому засіданні перерозподілив 16,6 млрд грн. на гарантування безпеки польотів в умовах військових навчань РФ у Чорному морі. Виділені кошти будуть спрямовані на надання необхідних гарантій для страхових та лізингових компаній. Також Уряд вніс зміни до Порядку використання коштів резервного фонду бюджету, надавши змогу витрачати кошти на здійснення запобігання негативним явищам на ринку авіаперевезень, пов'язаних із нездійсненням страхового покриття експлуатантам або власникам повітряних суден у повітряному просторі України під час збройної агресії проти України, загрозою нападу та будь-яких військових дій на території України.
14 лютого 2022 року авіакомпанія «Міжнародні Авіалінії України» повідомила, що отримала офіційне повідомлення від страхових компаній про припинення страхування літаків для польотів у повітряному просторі України. У зв'язку з цим МАУ за вимогою лізінгодавців відправляє 5 літаків Boeing 737—800 до Іспанії за умови збереження інших повітряних суден у флоті компанії. Окрім цього 2 літаки авіакомпанії відправляються на планове технічне обслуговування двигунів до Белграда.
19 лютого 2022 року німецька авіакомпанія Lufthansa, швейцарська авіакомпанія Swiss Airlines та австрійська авіакомпанія Austrian Airlines заявили, що тимчасово призупиняють польоти до України на тлі загострення російської агресії.
У зв'язку із цим 19 лютого 2022 року Міністерство інфраструктури України повідомило, що МАУ розпочинає продаж квитків на Мюнхен та Женеву для забезпечення авіасполучення, яке Lufthansa Group тимчасово не може виконувати. Крім цього МАУ збільшує ємність повітряних суден за даними маршрутами, а Міністерство інфраструктури веде перемовини з українськими авіаперевізниками щодо можливості щонайшвидшого запуску додаткових рейсів на маршрути, які компанія Lufthansa Group не зможе використовувати.
21 лютого 2022 року пресслужба Міністерства інфраструктури України у фейсбуці повідомило, що авіакомпанії Air France та Vueling скасували рейси з Києва, а компанія «Міжнародні авіалінії України» (МАУ) продовжуватиме здійснювати рейси за маршрутом Київ — Париж згідно з розкладом на більшому повітряному судні.

##### Втеча олігархів та бізнесменів чартерними рейсами
13 лютого 2022 року видання Українська правда повідомило, що лише у неділю з Києва вилетіло близько 20 чартерів та приватних літаків. Такої кількості чартерів не було за 6 років спостережень. Окремі ЗМІ такий масовий виліт літаків закордон назвали втечею.
Серед літаків, що залишили Україну в неділю — борти Ріната Ахметова, хоча сам олігарх покинув країну ще 30 січня, та колишнього нардепа від ОПЗЖ Бориса Колеснікова. Пізніше Колесніков написав у Facebook, що перебуває у Києві й не збирається нікуди їхати, а також пригрозив журналістам судом. За його словами, літак вилетів до Праги на технічне обслуговування.
Приватний борт на 50 осіб також замовив депутат від ОПЗЖ, мільйонер Ігор Абрамович. Цей борт, як пишуть журналісти, має вивезти з Києва у Відень родичів однопартійців, а також бізнес-партнерів Абрамовича.
У неділю виїхав з України й бізнесмени Віктор Пінчук, Андрій Ставніцер та Вадим Нестеренко, а днем раніше — Вадим Столар та Василь Хмельницький. У пресслужбі Ставніцера повідомили, що він полетів у відрядження і днями повернеться в Україну. А Хмельницький полетів із командою на навчання і має повернутися в Україну 20 лютого.
Бізнесмен, нардеп від ОПЗЖ Вадим Новинський виїхав з України десятого лютого рейсом Київ-Мюнхен. Того ж дня виїхав за кордон Олександр Ярославський, кортеж якого збив на смерть людину. Також з України вилетів борт директора «Київміськбуду» Ігоря Кушніра.

### Мюнхенська конференція з безпеки (18-20 лютого 2022 року)

#### Передумови
Напередодні Мюнхенської конференції у ЗМІ повідомлялося, що у Білому домі були стурбовані тим, що Президент України Володимир Зеленський відвідає Мюнхенську конференцію з безпеки та виступить із промовою на тлі загострення ситуації на Донбасі, адже кремль може скористатися ситуацією з відсутністю Зеленського.
Росія відмовилася від участі в Мюнхенській безпековій конференції, яка відбудувалася 18-20 лютого 2022 року в Німеччині, вперше з 1999 року, відколи її туди запрошують.

#### Хід конференції та наслідки
19 лютого 2022 року Президент України Володимир Зеленський взяв участь у Мюнхенській безпековій конференції та виступив з промовою. Основними тезами промови президента були: необхідність оновлення міжнародної архітектури безпеки та поточна безпекова ситуація, а також президент подякував всім державам, які підтримали Україну.
Володимир Зеленський також заявив, що Україна не отримала гарантій безпеки, які їй обіцяли за Будапештським меморандумом в обмін на відмову від ядерної зброї. Він наголосив, що в України є право вимагати перейти від політики умиротворення до забезпечення гарантій безпеки і миру. За його словами, з 2014 року Україна тричі намагалась скликати консультації держав-гарантів Будапештського меморандуму і тричі безуспішно. Президент України зазначив, що ініціює проведення консультацій у рамках Будапештського меморандуму. А якщо вони знову не відбудуться або за їх результатами не буде конкретних рішень щодо гарантування безпеки Україні, Київ матиме повне право вважати, що Будапештський меморандум не працює і усі пакетні рішення 1994 року були поставлені під сумнів.
Майже кожен західний топовий політик на конференції присвячував Україні помітну частину своєї промови; українська та східноєвропейська панелі зібрали аншлаг у залі; а «Український ланч» перетворився на ключову пробочну подію форуму і пройшов з участі кількох міністрів оборони та закордонних справ і глави конференції Вольфганга Ішингера. Підтримка України на конференції була особливо одностайною.

## Економічна підготовка
За 4 дні до початку вторгнення Сбербанк Росії скупив усю доступну йому готівку в Україні.

## Введення військ РФ та продовження ескалації (21— 23 лютого 2022)

### Визнання так званих «ДНР» і «ЛНР»
21 лютого 2022 року президент РФ під час свого виступу в телеефірах російських телеканалів заявив про визнання незалежності так званих «ДНР» та «ЛНР» та підписав відповідні укази. Такими діями він порушив суверенітет України, норми міжнародного права та міжнародні домовленості.
Також, на спеціальній пресконференції у Кремлі президент РФ Володимир Путін заявив, що Росія визнає так звані «ДНР» та «ЛНР» у межах Донецької та Луганської областей.

### Введення військ РФ
22 лютого 2022 року схвалила звернення російського президента Володимира Путіна про використання збройних сил країни за кордоном — а саме на території самопроголошених «Л/ДНР».

### Союзницька декларація з Азербайджаном
Крім того, 22 лютого 2022 р., Володимир Путін та Ільхам Алієв у Москві урочисто уклали Московську декларацію про союзницьку взаємодію між Азербайджанською Республікою та Російською Федерацією.

## Повномасштабна війна (24 лютого 2022)
24 лютого 2022 року Росія почала повномасштабну війну проти України.
Близько 4 години за київським часом (UTC+2) 24 лютого президент РФ Володимир Путін оголосив про воєнну операцію нібито з метою «демілітаризації та денацифікації України»; через кілька хвилин почалися ракетні удари по всій Україні, в тому числі поблизу Києва. Російські війська перетнули кордон України поблизу Харкова, Херсона, Чернігова, Сум, Чорнобиля, увійшовши з території Росії, Білорусі та тимчасово окупованого Росією Криму.
Українська армія і сили самооборони почали чинити спротив, через що вже в перші дні агресії російська армія зазнала значних втрат у живій силі і техніці.

## Реакції

### Союзна Держава

#### Російська Федерація

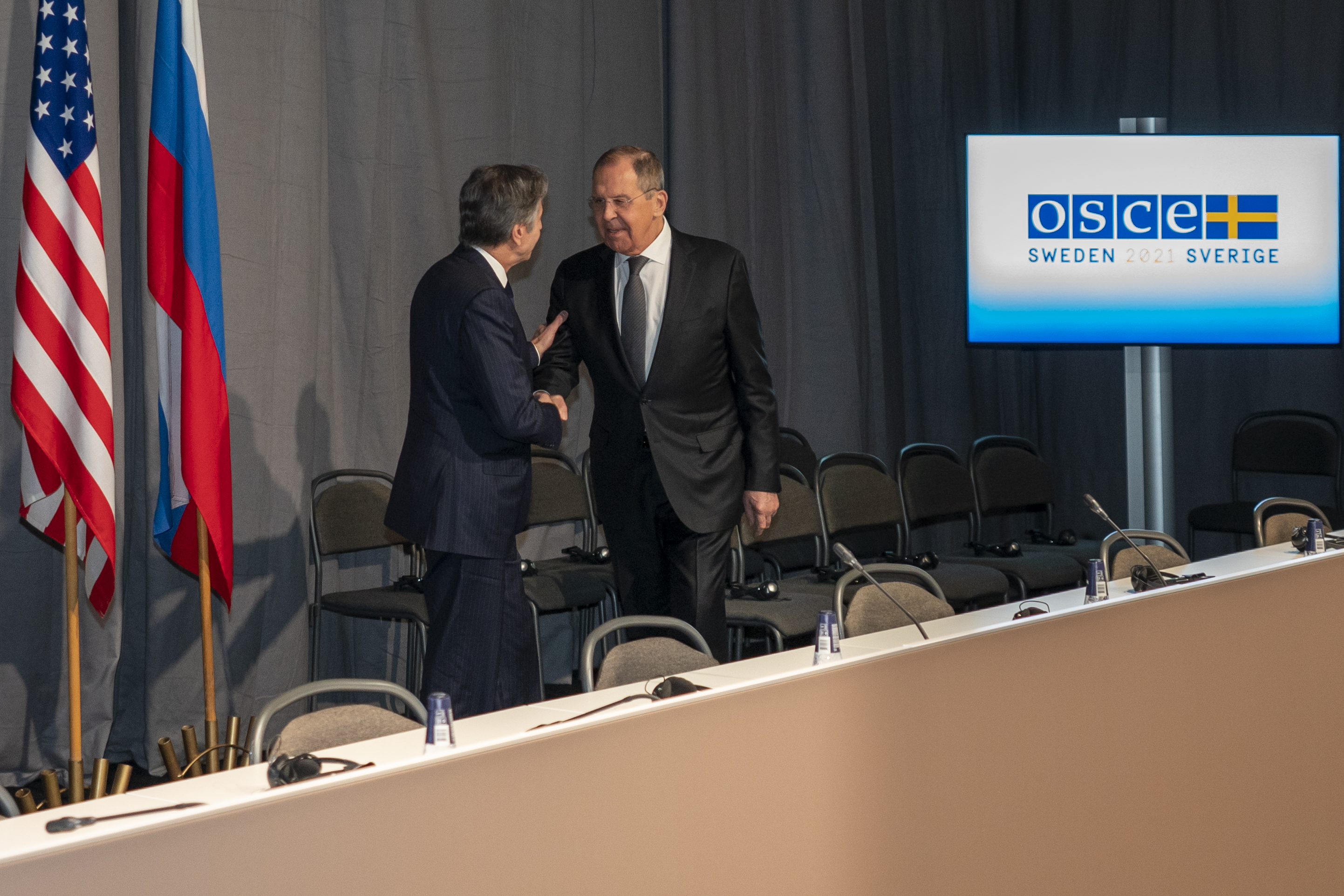
Міністр закордонних справ Росії Сергій Лавров зустрінеться з держсекретарем США Ентоні Блінкеном 2 грудня 2021 року

Кремль постійно заперечував, що має будь-які плани вторгнення в Україну. Президент Росії Володимир Путін назвав такі побоювання «тривожними». Директор російської Служби зовнішньої розвідки Сергій Наришкін відкинув повідомлення про можливе вторгнення в Україну, стверджуючи, що це «зловмисна пропаганда Держдепу США». 30 листопада 2021 року президент Росії Володимир Путін заявив, що розширення присутности НАТО в Україні, особливо розгортання будь-яких ракет великої дальності, здатних вразити російські міста або системи протиракетної оборони, подібні до тих в Румунії та Польщі, буде «червоною лінією» питання для Росії. У січні 2022 року віце-спікер Ради Федерації Микола Журавльов попередив, що Європа не отримає природний газ, нафту та метали з Росії у разі відключення Росії від міжнародної платіжної системи SWIFT, до того ж такий крок неможливий, оскільки для цього знадобиться згода всіх країн-учасниць цієї системи.
Президент президент Білорусі Олександр Лукашенко заявив, що Союзна Держава «не хоче війни», але якщо хтось її «смикатиме, вводитиме санкції чи залякуватиме», то «мало не здасться», оскільки, за його словами, вони непереможні. Також він заявив, що відправить на кордон із Україною «цілий контингент білоруської армії», бо нібито «українці почали стягувати туди війська».
18 січня, у блозі Digital Forensic Research Lab при експертній групі Atlantic Council було опубліковано огляд прибуття російських військ до Республіки Білорусь. Зокрема, там йшлося про розвантаження російських реактивних систем залпового вогню «Ураган» на станції Речиця на Гомельщині на північ від Києва.

### Україна

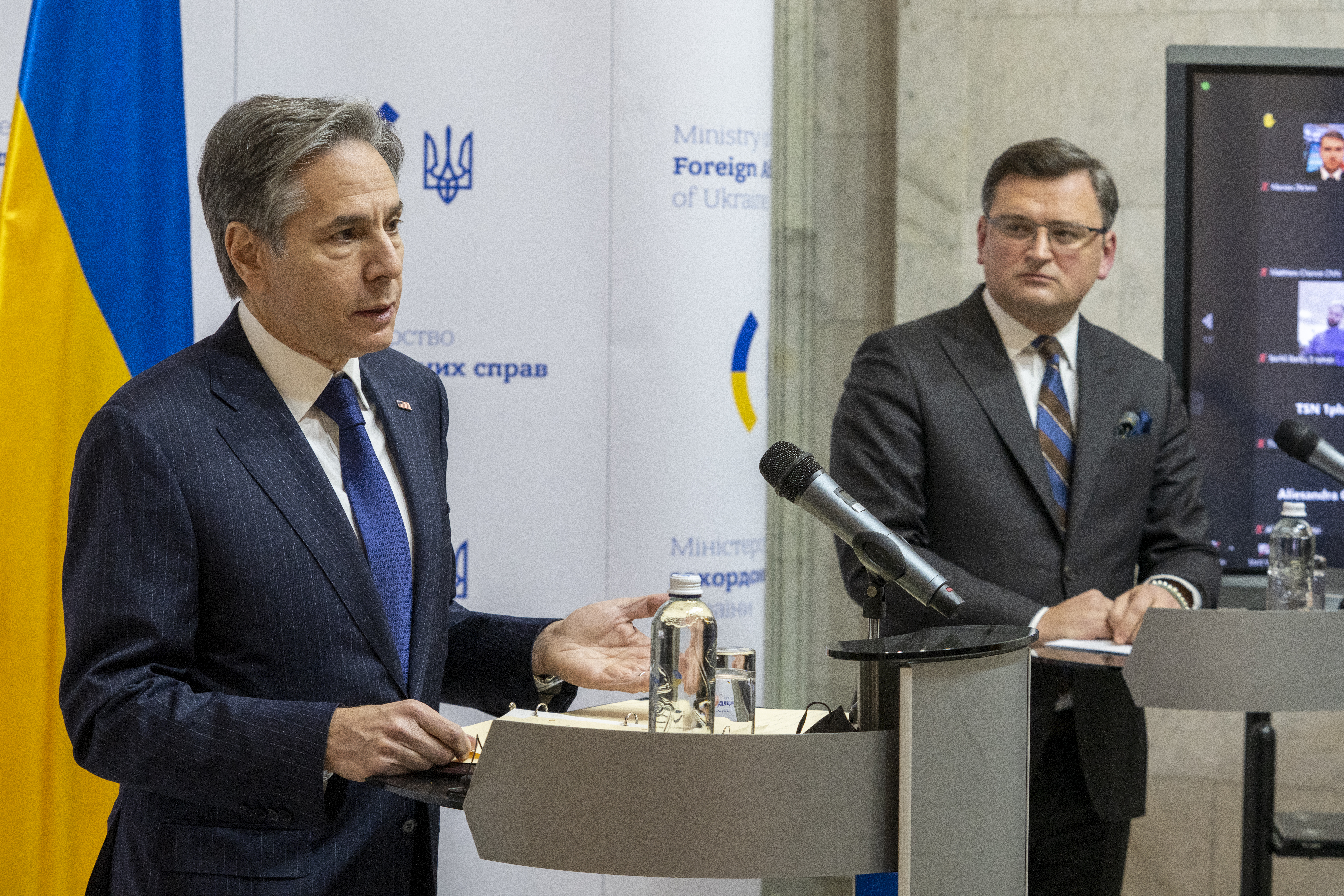
Держсекретар США Ентоні Блінкен проводить спільну пресу в Києві з міністром закордонних справ України Дмитром Кулебою у січні 2022 року

В інтерв'ю французькій газеті Libération у квітні 2021 року міністр закордонних справ України Дмитро Кулеба заявив, що нарощування російських військ біля кордону з Україною та погіршення ситуації на сході України є найтяжчими з моменту нападу на українських моряків у Керченській протоці в листопаді 2018 року.
У листопаді 2021 року керівник української військової розвідки Кирило Буданов заявив, що Росія готується до нападу до кінця січня або початку лютого 2022 року. 25 січня 2022 року міністр оборони Олексій Резніков заявив, що не бачить безпосередньої загрози повномасштабного російського вторгнення в Україну; він наполягав, що за вісім років загроза істотно не зросла, оскільки «російська армія не сформувала ударну групу, яка була б здатна здійснити вторгнення».
14 лютого 2022 року Президент України Володимир Зеленський звернувся до народу щодо єдності українського суспільства, а також оголосив 16 лютого — Днем єднання.

### Держави й організації

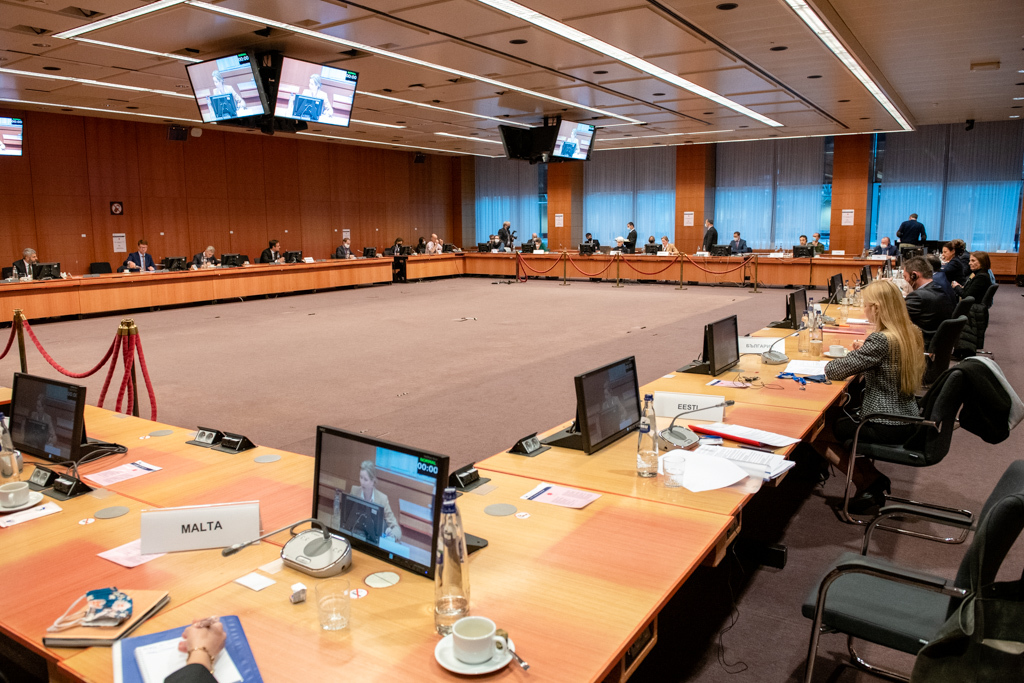
Комітет Європейського Союзу з політики та безпеки збирається в січні 2022 року, щоб обговорити кризу

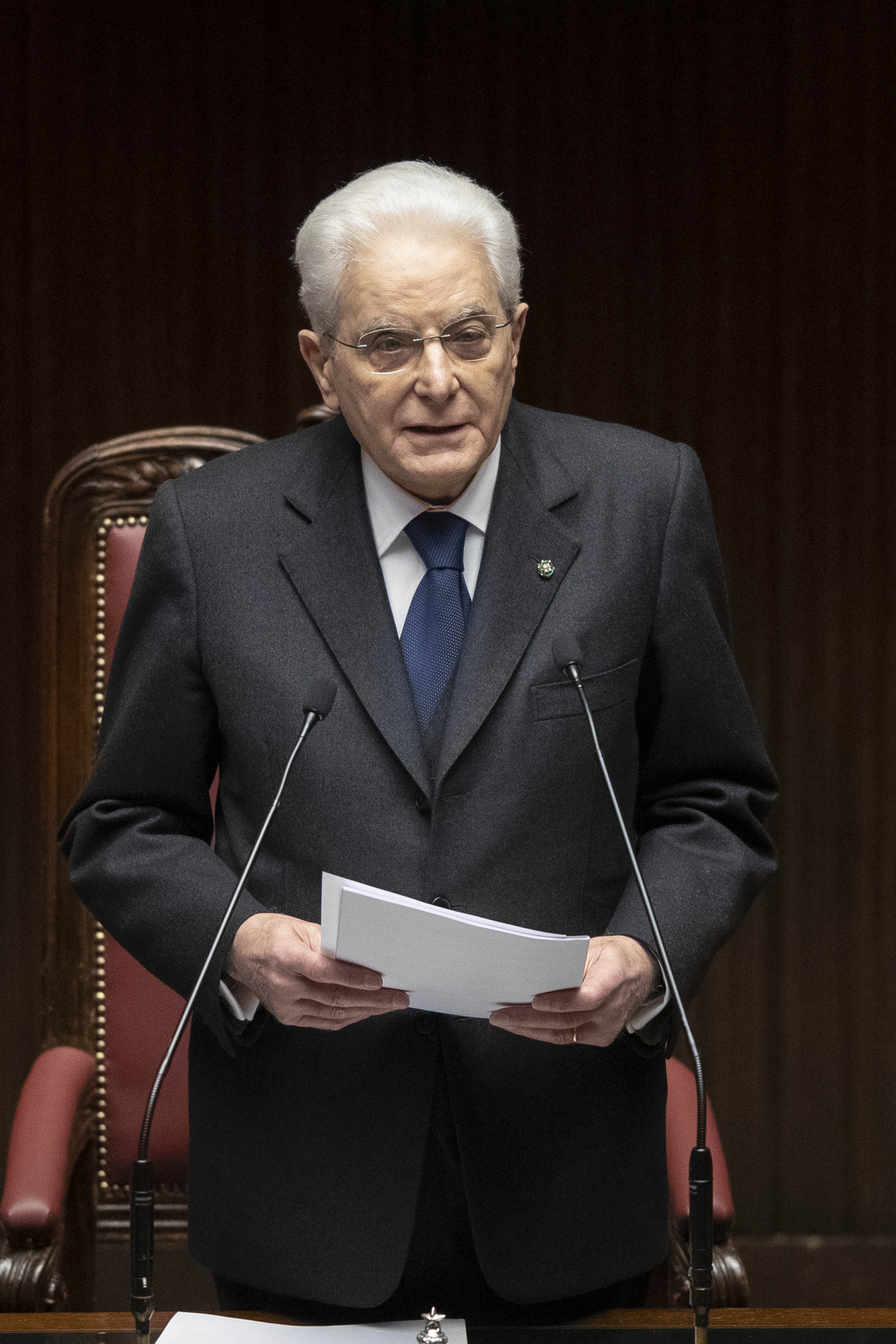
Виступаючи в парламенті 3 лютого, президент Італії Серджіо Маттарелла засудив поведінку Росії.

- Албанія та  Косово — На початку грудня 2021 року полковник Збройних сил Албанії Ардіан Лулай і косовський начальник відділу стратегічних комунікацій полковник Сефер Ісуфі заявили, що їхні країни будуть готові розгорнути збройні сили Албанії та Сили безпеки Косово в передбачуваній майбутній місії в Україні, якщо США вирішать очолити таке починання.[16]
- Ватикан –23 січня 2022 року Папа Франциск сказав: «Я із занепокоєнням слідкую за зростанням напруженості, яка загрожує завдати нового удару миру в Україні та поставити під сумнів безпеку європейського континенту з ще більшими наслідками».[315]
- Бельгія — 24 січня глава оборонного відомства Бельгії Мішель Гофман заявив, що бельгійські війська перебувають у режимі очікування на Балтиці і готові «втрутитися протягом певного часу, але сьогодні ще занадто рано говорити, де і як» має загостритися ситуація.[25]
- Болгарія — На початку січня міністр оборони Болгарії Стефан Янев відповів на парламентське питання щодо розміщення додаткових військових частин на території Болгарії, що Болгарія виступає проти «ескалації військових заходів до того, як будуть використані всі інші дипломатичні засоби» і що Болгарія поки що «не має національної позиції» по ситуації.[316] 21 січня міністр закордонних справ Болгарії Кирил Петков засудив заклик Росії до виходу Болгарії з НАТО і виведення військ НАТО з Болгарії та Румунії, а президент Румен Радєв назвав цю заяву «неприйнятною».[317]
- Данія — 13 січня 2022 року Данія відправила чотири винищувачі F-16 і фрегат з екіпажем у 160 осіб до країн Балтії для посилення передової присутности НАТО та патрулювання моря.[318][319]
- Естонія,  Латвія та  Литва — 10 січня 2022 року Литовська Державна рада оборони відбулася для обговорення російсько-української напружености. У відповідь на агресивну поведінку російських військових Рада вирішила збільшити кількість військ і прискорити плани модернізації військ.[320] 17 січня Латвія збільшила військову присутність у східній частині країни. 19 січня прем'єр-міністр Естонії оголосив про надзвичайне збільшення витрат на оборону на 380 мільйонів євро на поточний фінансовий рік.[321] Країни Балтії також вирішили прискорити закупівлю власних озброєнь, у тому числі спільної реактивної артилерійської системи. Естонія, Латвія та Литва також звернулися з проханням збільшити військове розміщення військ НАТО та США в Прибалтиці, щоб стримати агресивну поведінку Росії.[322] Країни Балтії також заявили, що нададуть Україні як летальну, так і нелетальну військову підтримку.[217][218][219] Крім того, три країни вирішили прискорити закупівлю власних озброєнь, включаючи спільну ракетно-артилерійську систему.[323][324]
- Європейський Союз — 24 січня 2022 року через конфлікт Європейська комісія запропонувала фінансову допомогу Україні в розмірі 1,2 мільярда євро у вигляді грантів і позик.[325]
- Ізраїль – Ізраїль розглядає можливість вивезення тисяч євреїв з України, оскільки напруга у відносинах з Росією зростає.[326]
- Ірландія — Через російські військово-морські навчання в 240 км від південно-західного узбережжя Ірландії міністр закордонних справ Ірландії Саймон Ковені заявив, що Росію не вітають.[327]
- Іспанія — 20 січня 2022 року міністр оборони Іспанії Маргарита Роблес оголосила про розгортання ВМС Іспанії в Чорному морі. Корабель Meteoro, який виконував роль тральщика, вже був у маршруті, а фрегат Blas de Lezo відплив 22 січня. Вона також оголосила, що уряд Іспанії розглядає можливість розміщення ВПС у Болгарії.[222] Міністр закордонних справ Іспанії Хосе Мануель Альбарес також заявив, що Іспанія хоче «діалогу, але якщо він не принесе плодів, звичайно, Іспанія буде стояти за своїх європейських партнерів і своїх союзників по НАТО, об'єднаних у стримуванні».[328]
- Виступаючи в парламенті 3 лютого, президент Італії Серджіо Маттарелла засудив поведінку Росії. Італія — 3 лютого під час своєї другої інавгураційної промови президент Італії Серджіо Маттарелла сказав, що не може змиритися з тим, що «вітер конфронтації знову дме на континент, який пережив трагедії Першої та Другої світових воєн».[329][330] Прем'єр-міністр Маріо Драгі наголосив на важливості роботи над деескалацією напруженості у світлі серйозних наслідків, які матиме загострення кризи.[331] 11 лютого 2022 року в Ризі на зустрічі зі своїм латвійським колегою Артісом Пабриксом міністр оборони Італії Лоренцо Геріні закликав до «конструктивного діалогу» з Росією для послаблення напруженості.[332] 13 лютого уряд Італії заявив про готовність розмістити 1000 солдатів на східному кордоні НАТО.[333] Міністр закордонних справ Італії Луїджі Ді Майо 15 лютого 2022 року прибув до Києва для зустрічі з українським колегою Дмитром Кулебою, а 17 лютого провів двосторонню зустріч з міністром закордонних справ Росії Сергієм Лавровим.[334] У Москві Ді Майо заявив, що «Італія завжди була у перших рядах у пошуках дипломатичного рішення. […] Росія та Україна можуть розраховувати на Італію у досягненні дипломатичного рішення».[335]
- Канада — У січні 2022 року прем'єр-міністр Канади Джастін Трюдо заявив, що Канада надасть Україні кредит у розмірі 120 млн канадських доларів, але не передасть військову техніку.[336]
- Китайська Народна Республіка — Лідер Китаю та генеральний секретар КПК Сі Цзіньпін підтримав вимогу Росії про те, щоб Україна ніколи не входила до НАТО.[337] 14 січня 2022 року речник МЗС Китаю підкреслив, що всі країни повинні дотримуватися традиційної резолюції ООН про Олімпійське перемир'я «за сім днів до початку Олімпійських ігор до семи днів після закінчення Паралімпійських ігор», посилаючись на обидва майбутні Зимові Олімпійські ігри 2022 року в Пекіні, які відбудуться з 4 лютого 2022 року по 20 лютого 2022 року, а також майбутні зимові Паралімпійські ігри в Пекіні 2022 року, які відбудуться з 4 березня 2022 року по 13 березня 2022 року. Таким чином, відповідно до цього терміну запропонована резолюція про перемир'я розпочнеться з перемир'я 28 січня 2022 року та завершиться 20 березня 2022 року.[338]
- Нідерланди — 21 січня 2022 року міністр закордонних справ Нідерландів Вопке Хекстра заявив, що Нідерланди відкриті для надання Україні «оборонної військової підтримки». Хекстра заявив, що Україна звернулася до Нідерландів з проханням про допомогу в озброєнні в четвер, 20 січня 2022 року. Більшість у парламенті підтримує відправку зброї в країну.[224][225] Крім того, Нідерланди також відправлять два F-35 до Болгарії в рамках розширеної місії НАТО з повітряного спостереження.[226]
- Німеччина — У квітні 2021 року під час телефонної розмови з президентом Росії Володимиром Путіним канцлер Німеччини Ангела Меркель зажадала від глави Кремля скоротити свою військову присутність біля кордонів України[128] У грудні 2021 року канцлер Німеччини Олаф Шольц попередив про «наслідки» для газопроводу «Північний потік-2», російського проєкту газопроводу, яким управляє «Газпром», який постачає природний газ до Німеччини.[339][340] У січні 2022 року міністр закордонних справ Німеччини Анналена Бербок попередила, що «будь-яка подальша ескалація матиме високу ціну для російського режиму — економічної, політичної та стратегічної».[341] Німеччина продовжує політику не надавати Україні летальну зброю.[342] Міністр оборони Німеччини Крістін Ламбрехт заявила, що Німеччина хоче «деескалації» напруженості і що постачання зброї «не буде корисним».[343] Україна також заявила, що німецька адміністрація блокує постачання зброї через НАТО.[344] 21 січня 2022 року повідомлялося, що Німеччина заблокувала Естонію експорт зброї німецького походження.[345] 22 лютого 2022 року канцлер Шольц зупинив процедуру узгодження «Північного потоку-2».[346]
- НАТО — НАТО стало точкою спалаху російсько-української кризи. Російський уряд вимагає від НАТО припинити прийом нових членів і рішуче виступає проти можливого вступу до НАТО Грузії чи України.[347] НАТО неодноразово закликало Росію поважати суверенітет і територіальну цілісність України і засуджувала анексію Росією Криму в 2014 році і підтримуваних Росією сепаратистів на сході Донбасу, закликаючи до вирішення конфлікту на Донбасі за допомогою Мінських угод. У грудні 2021 року, коли Росія продовжувала військове нарощування на кордонах України, Парламентська асамблея НАТО зустрілася з українськими лідерами, щоб підтвердити підтримку України з боку Альянсу, закликати членів НАТО посилити доставку оборонних систем озброєння Україні та протидіяти російській дезінформації.[348] НАТО і США підтвердили політику НАТО «відкритих дверей», стверджуючи, що країни повинні вільно вибирати, вступати до НАТО чи ні.[349] Генеральний секретар НАТО Єнс Столтенберґ сказав, що: «Ніхто інший не має права намагатися накласти вето чи втручатися в цей процес. І це стосується фундаментальних принципів європейської безпеки. Йдеться про право кожної нації обирати свій власний шлях».[350] В інтерв'ю в січні 2021 року Столтенберґ підтвердив «подвійний підхід» НАТО до Росії, сказавши: «Ми готові до діалогу з Росією, але ми ніколи не підемо на компроміс щодо основних принципів європейської безпеки… У Росії є вибір, щоб або вступати в діалог з НАТО і західними союзниками, або вибрати конфронтацію. Нам потрібно чітко розуміти перспективу того, що Росія — знову — використає військову силу проти України. Ми надамо підтримку Україні, щоб вона могла зміцнити свою здатність захищатися».[351] 24 січня НАТО оголосила, що направить додаткові військові сили до своїх східних членів через "погіршення ситуації з безпекою… НАТО продовжить вживати всіх необхідних заходів для захисту та захисту всіх союзників, у тому числі шляхом посилення східної частини альянсу. «.[352] Заступник міністра закордонних справ Росії Олександр Грушко засудив розгортання, заявивши, що військовий альянс „демонізує Росію“, щоб „виправдати військову активність на східному фланзі НАТО“.[353]
- Нова Зеландія — Міністр закордонних справ Нової Зеландії Наная Махута заявила, що уряд Нової Зеландії стурбований нарощуванням російської армії на українському кордоні та підтримує суверенітет і територіальну цілісність України. Вона закликала Росію знизити напруженість відповідно до міжнародного права. Прем'єр-міністр Джасінда Ардерн повторила слова Махути, заявивши, що Нова Зеландія розглядає можливість застосування цілеспрямованих санкцій проти Москви.[30]
- Польща — Президент Польщі Анджей Дуда заявив, що Україна може розраховувати на підтримку Польщі, якщо Росія атакує, і закликав до єдиної позиції в Європі.[354] 21 січня голова Бюро національної безпеки Павло Солох заявив, що „підтримка України є одним із ключових пріоритетів політики президента Анджея Дуди“, а Дуда і Зеленський обговорили можливість подальших поставок оборонного обладнання Польщі та НАТО.[355]
- Республіка Китай — 28 січня 2022 року президент Цай Інвень доручила Раді національної безпеки створити спеціальну групу, яка спостерігає за подіями в Україні. Вона порівняла військове нарощування Росії з неодноразовим вторгненням Китаю в ПВО Тайваню, заявивши, що „Тайвань тривалий час стикався з військовими загрозами та залякуваннями з боку Китаю. Тому ми співчуваємо ситуації в Україні, а також підтримуємо зусилля всіх сторін для підтримки регіональної безпеки“, і закликають до мирного діалогу.[33]
- Словаччина — Міністр закордонних справ Словаччини Іван Корчок заявив, що припинення вогню та оголошення про збільшення військової потужности Росії на кордоні з Україною викликає занепокоєння та закликає до деескалації напружености.[122]
- Сполучене Королівство — Прем'єр-міністр Сполученого Королівства Борис Джонсон заявив, що його країна стурбована діяльністю Росії в окупованому Криму та на кордоні з Україною. Про це він сказав під час телефонної розмови з Президентом України Володимиром Зеленським.[356] Начальник штабу оборони адмірал сер Тоні Радакін попередив, що „повне вторгнення в Україну буде в таких масштабах, яких у Європі не було з часів Другої світової війни“.[357] 17 січня 2022 року міністр оборони Сполученого Королівства Бен Воллес оголосив, що Сполучене Королівство поставило Україні 1100 протитанкових ракет малої дальности.[10] 20 січня Sky News повідомила, що 2000 протитанкових ракет малої дальности MBT NLAW були доставлені численними транспортними літаками C-17 Королівських ВПС, які літали між Сполученим Королівством та Україною.[221] Міністр закордонних справ Ліз Трасс написала в Twitter, що Сполучене Королівства „не потерпить змову Кремля щодо встановлення проросійського лідерства в Україні“ на чолі з Євгенієм Мураєвим.[358] Віце-прем'єр Домінік Рааб заявив, що „існує дуже значний ризик вторгнення Росії в Україну“, і закликав Путіна „відступити від прірви“.[359]
- Сполучені Штати Америки — 2 квітня 2021 року президент Джо Байден провів першу телефонну розмову з президентом України Володимиром Зеленським.[114] 13 квітня Байден провів телефонну розмову з президентом Росії Путіним; Байден „підкреслив непохитну відданість Сполучених Штатів суверенітету та територіальній цілісности України“; Байден також висловив занепокоєння США „з приводу раптового нарощування російських військових в окупованому Криму та на кордонах України і закликав Росію до деескалації напружености“.[138][360] У середині квітня 2021 року Міністерство фінансів США разом із ЄС, Сполученим Королівством, Австралією та Канадою ввели санкції проти восьми фізичних та юридичних осіб, „пов'язаних із триваючою окупацією та репресіями Росією в Криму“.[361] 19 січня 2022 року президент Байден заявив, що вважає, що Росія вторгнеться в Україну.[362] Байден сказав, що повномасштабне вторгнення в Україну буде „найзначнішою подією, яка сталася у світі з погляду війни та миру“ з часів Другої світової війни.[363] 22 січня 2022 року посольство США в Києві звернулося до Держдепартаменту США з проханням про евакуацію неважливого персоналу разом із їхніми родинами.[364] Держдепартамент оприлюднив рекомендацію не їздити в Україну чи Росію, посилаючись на триваючу напругу на російсько-українському кордоні та COVID-19.[365]
- Фінляндія та  Швеція — Пропозиції Росії про те, що НАТО не прийме нових членів, зазнали різкої критики з боку Швеції та Фінляндії, які дотримувалися нейтралітету. У січні 2022 року і президент Фінляндії Саулі Нііністо, і прем'єр-міністр Санна Марін наполягали на праві Фінляндії вирішувати, до яких союзів вона може приєднатися.[366] Швеція висловила таку ж позицію, що тільки шведський народ має вирішувати, чи повинна Швеція вступати в НАТО.[367] Російські загрози викликали дискусію в обох країнах, чи варто їм подавати заявку на членство в НАТО.[368][369] 13 січня збройні сили Швеції оголосили про введення військ на стратегічний острів Ґотланд у відповідь на незвичайну військову активність Росії.[370]
- Франція — Міністр Європи та закордонних справ Франції Жан-Ів Ле Дріан зазначив, що Франція, як і Україна, з тривогою стежить за відведенням російських військ до кордонів нашої країни та тимчасово окупованих територій. Він запевнив у продовженні підтримки Францією суверенітету та територіальної цілісности України. Глава французької дипломатії особливо відзначив розважливі та мудрі дії України в нинішній ситуації.[131]
- Хорватія — 19 січня 2022 року прем'єр-міністр Хорватії Андрей Пленкович, виступаючи перед Сабором, заявив, що ситуація на сході України є дуже тривожною і найбільш напруженою з 2014 року і сказав: „Хорватія не хоче ескалації ситуації, і вона буде реагувати чітко і рішуче, щоб запобігти будь-якій нестабільности“.[371][372] 25 січня 2022 року президент Хорватії Зоран Міланович, відзначаючи те, що він назвав нарощуванням військ НАТО в регіоні та „непослідовною та небезпечною поведінкою“ адміністрації Байдена у справах міжнародної безпеки та підкреслюючи свою роль як хорватського головнокомандувач заявив пресі: „Ми не маємо до цього ніякого відношення і не будемо мати до цього жодного відношення. Я це гарантую. Хорватія не надсилатиме жодних військ у разі ескалації. Навпаки, він відкликає всі війська до останнього хорватського солдата“.[373][374] Далі Міланович сказав, що необхідно знайти „домовленість про задоволення інтересів безпеки Росії“ і що гостра криза навколо України „в першу чергу визначається динамікою внутрішньої політики США“.[374] Того ж дня прем'єр-міністр Андрій Пленкович відреагував на зауваження президента, сказавши, що, почувши тих, на його думку, це говорить „якийсь російський чиновник“; він також приніс вибачення Україні та її уряду за звинувачення Мілановича щодо України як „одної з найбільш корумпованих держав“ і повторив, що Хорватія підтримує територіальну цілісність України, а хорватських військ в Україні не було, водночас заява президента „ не мав жодного відношення до політики уряду Республіки Хорватія“.[375]
- Чехія — 26 січня 2021 року урядом Чехії було ухвалено рішення про відправлення до України 4006 одиниць артилерійських снарядів калібром 152 мм на суму 1 450 000 євро (36,6 мільйона крон[376]) Поставка буде оформлена як договір про дарування. Пожертвувані боєприпаси використовуються чеською армією для самохідних гарматних гаубиць DANA.[377]
- Японія — Прем'єр міністр Японії Кісіда Фуміо заявив, що він і Байден будуть тісно співпрацювати, щоб запобігти вторгненню Росії в Україну, і „підтримувати тісні контакти з іншими союзниками та партнерами та продовжувати спілкування з приводу того, що будь-який напад буде зустрінуто рішучими діями“. Байден сказав, що для нього була честь зустрітися з прем'єр-міністром Кісідою для подальшого зміцнення американо-японського альянсу — наріжного каменю миру та безпеки в Індо-Тихоокеанському регіоні та в усьому світі».[378]

### Цивільне суспільство
- Білоруська опозиція — 24 січня білоруські активісти заявили, що зламали «сервери, бази даних і робочі станції» Білоруської залізниці за допомогою програм-вимагачів, залишивши системи автоматизації та безпеки. Вони пообіцяли розшифрувати системи за умови звільнення 50 політв'язнів і заборони в'їзду російських військових до Білорусі. Координатор громадянської кампанії «Європейська Білорусь» Дмитро Бондаренко 26 січня 2021 року розповів в інтерв'ю сайту Хартыя'97, що вважає, що у разі російської агресії десятки тисяч білорусів воюватимуть проти Російської Федерації на боці України та захищатимуть незалежність своєї країни. Він упевнений, що прагнення Путіна та російських генералів брязкати зброєю, розпочати агресію проти України та інших країн походить від слабкості. Адже, порівняно зі світовими центрами сили, з Європейським Союзом, США, тим же Китаєм, Росія за останні 20 років, за часів правління Путіна, перетворилася на жебрака агресивного хулігана.[379]
- Анонімус (група хакерів) — децентралізована група хакерів присвятила деякі зі своїх дефейсів вебсайтів, у тому числі вебсайтів, що належать Організації Об'єднаних Націй та Полярному науково-дослідному інституту Китаю, для просування пропозицій щодо розрядки кризи, у тому числі закликаючи до створення «нейтрального угруповання» країн, «затиснутих між НАТО та Росією», до яких увійшли б Україна, Фінляндія, Білорусь, Грузія, Вірменія, Азербайджан та Молдова. Анонімні стверджували, що так званий «нейтральний пояс безпеки» може служити альянсом, подібним до НАТО або Організації Договору про колективну безпеку (ОДКБ), який діє як санітарний кордон між країнами НАТО та ОДКБ, щоб «заспокоїти побоювання Росії, не втрачаючи при цьому НАТО, його обличчя». Крім того, вони вставили статтю старшого наукового співробітника Інституту відповідального державного управління Квінсі Анатолія Лівена «Усунення загрози війни в Україні» на сторінці з дефейсом і закликали до референдуму про те, чи слід імовірно слідувати існуючому Мінському протоколу або передати підконтрольні сепаратистам території сепаратистам. Миротворча адміністрація ООН. Пізніше на другому референдумі у сепаратистських регіонах виборцям буде запропоновано обрати з'єднання з Україною, здобуття незалежності чи приєднання до Росії.[380][381]

### Уточнення
1. ↑  Кібервійна[1][2]
2. ↑  Данія виділила фінансову підтримку на оборонні цілі.[3]
3. ↑  Естонія планує відправити американські протитанкові та зенітні ракети[4].
4. ↑  Іспанія надіслала два воєнні краблі в Чорне море та планує надіслати воєнних до Болгарії[5].
5. ↑  Канада надіслала інструкторів.[6]
6. ↑  Латвія планує відправити зброю[7].
7. ↑  Литва прислала зброю та інструкторів.[6][8]
8. ↑  Польща надіслала інструкторів[6] та зброю[9]
9. ↑  Сполучене Королівство надіслало зброю (зокрема ПТКР NLAW) та інструкторів.[6][10]
10. ↑  Сполучені Штати надіслали зброю та інструкторів.[6][11]
11. ↑  Туреччина продає Україні зброю.[12][13]
12. ↑  Чехія відправляє зброю[14].
13. ↑  Швеція надіслала інструкторів.
14. ↑  Австралія планує допомогти з кібервійною[15]
15. ↑  Албанія готова ввести війська в Україну у складі коаліції.[16]
16. ↑  Болгарія прийматиме іноземні літаки з Іспанії та Нідерландів.[17]
17. ↑  Косово готове відправити війська в Україну як частину коаліції.[16]
18. ↑  Нідерланди планують відправити зброю.[18]
19. ↑  Німеччина виділила 5,3 млн євро на польовий госпіталь для України та планує відправити 5000 шоломів. Зокрема, Німеччина проведе навчання щодо будівництва та використання госпіталю. Також у разі російської агресії Німеччина відмовиться від введення в експлуатацію Північний потік-2.[19][20]
20. ↑  Північна Македонія готова приєднатися до місії НАТО в Україні.[21]
21. ↑  Румунія дозволить розмістити війська НАТО в Румунії, щоб допомогти стримувати агресію Росії проти України та Румунії.[22]
22. ↑  14 січня президенти Азербайджану та України підписали спільну декларацію про «готовність надавати взаємну підтримку суверенітету та територіальній цілісності» обох країн «у міжнародно визнаних кордонах, спільній протидії гібридним загрозам, прагненню забезпечити мир і стабільність у Чорноморсько-Каспійському регіоні і не тільки».[23][24].
23. ↑  Бельгія привела війська у стан підвищеної готовності на випадок ескалації.[25]
24. ↑  Греція підтримує рішучі дії ЄС щодо Росії на тлі дій Путіна в Україні[26].
25. ↑  Грузія висловила солідарність Україні через російську агресію.[27]
26. ↑  Ірландія висловила дипломатичну підтримку України та заявила, що російські військові кораблі не вітаються на її берегах.[28]
27. ↑  Італія попередила про "серйозні наслідки", якщо Росія вторгнеться в Україну.[29]
28. ↑  Нова Зеландія «рішуче підтримує суверенітет та територіальну цілісність України».[30]
29. ↑  Норвегія попереджає, що вторгнення в Україну було б великою помилкою і «ознаком слабкости».[31]
30. ↑  Міністр закордонних справ Португалії заявив, що Португалія має з Україною «прекрасні стосунки».[32]
31. ↑  Президент Тайваню висловив "співчуття" ситуації в Україні.[33]
32. ↑  Прем'єр-міністр Словаччини дав зрозуміти, що "загроза Україні є загрозою для Словаччини".[34]
33. ↑  Фінляндія почала посилювати свою армію через агресію Росії та заявила про підтримку українського суверенітету.[35]
34. ↑  Франція має намір "захищати територіальну цілісність України" і розглядає можливість введення військ до Румунії.[36][37]
35. ↑  Японія обіцяє сильну відповідь у разі вторгнення Росії на Україну.[38]
36. ↑  Іран підтримує Росії з "гарантіями її безпеки".[40]
37. ↑  Китай підтримує стурбованість Росії "втручанням" Заходу в Україну.[41]
38. ↑  Після депортації кримських татар з півострова в 1944 р. Кримська АРСР була розпущена в 1945 р., а Крим став областю Російської РСР.[56]